# 中田重治
中田 重治（なかだ じゅうじ、1870年11月20日（明治3年10月27日）- 1939年（昭和14年）9月24日）は、明治・大正・昭和初期にかけて活躍した日本の教会監督、大衆伝道者、巡回伝道者、福音使（牧師）、神学校（柏木聖書学院）教師・院長（校長）、宗教家、説教家、翻訳家、賛美歌作家、実業家、ジャーナリスト、神学者、日ユ同祖論者である。
明治時代のメソジスト派の牧師中田久吉は実兄、日本を代表する教会音楽家の中田羽後は次男、日本アライアンス教団の大江寛人、日本基督教団の議長辻宣道、同じく日本基督教団の牧師有馬式夫は孫である。

## 概要
日本ホーリネス教会の創始者の一人で初代監督であり、日本ホーリネス教会を既存の五大教派（長老派、メソジスト派、会衆派、バプテスト派、ルーテル派）に並ぶ巨大組織に発展させた功労者。日ユ同祖論に関した神学上の問題で、ホーリネス分裂事件を引き起こした。その後、残留した教職者達と共に、きよめ教会を創設し、同教会の終身監督になる。
明治、大正、昭和初期に渡るきよめ派(聖潔派)の中心的な指導者としての活動は、松江バンドと共にきよめ派の流れを作った。それらの人材は戦後の福音派の形成の中心的な存在になった。雄弁な説教と大規模な伝道活動から日本のムーディとも呼ばれるリバイバリストとされている。

## 経歴

### 幼少期・弘前時代 (1870-1888)
中田重治は、1870年（明治3年）10月27日、陸奥国弘前（現・青森県弘前市）で、津軽藩の足軽の家柄である中田家の3人兄弟の三男として生まれた。
生まれるとすぐ、版籍奉還があり、津軽藩は藩地を奉還することになり、中田家は禄を失う。そこで、中田家は先祖伝来の地である弘前の郊外にある大光寺村(現、青森県平川市)に転居し生計をたてることになる。

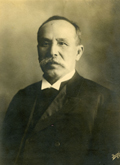
中田の生涯の恩師本多庸一

父兵作は、1874年（明治7年）9月10日に中田が4歳になる前に脳溢血で死去した。父が死去した時、母(千代)は外出中であり、重治が父の死を見届けた。兵作の死後、母は兵作の兄と再婚を勧められるが断り、一家で弘前に転居する。母千代はは野菜の行商となって、重治たち3人の息子を育てた。少年時代の重治は「鬼ん子」と綽名され、かなりの暴れん坊として知られることになった。

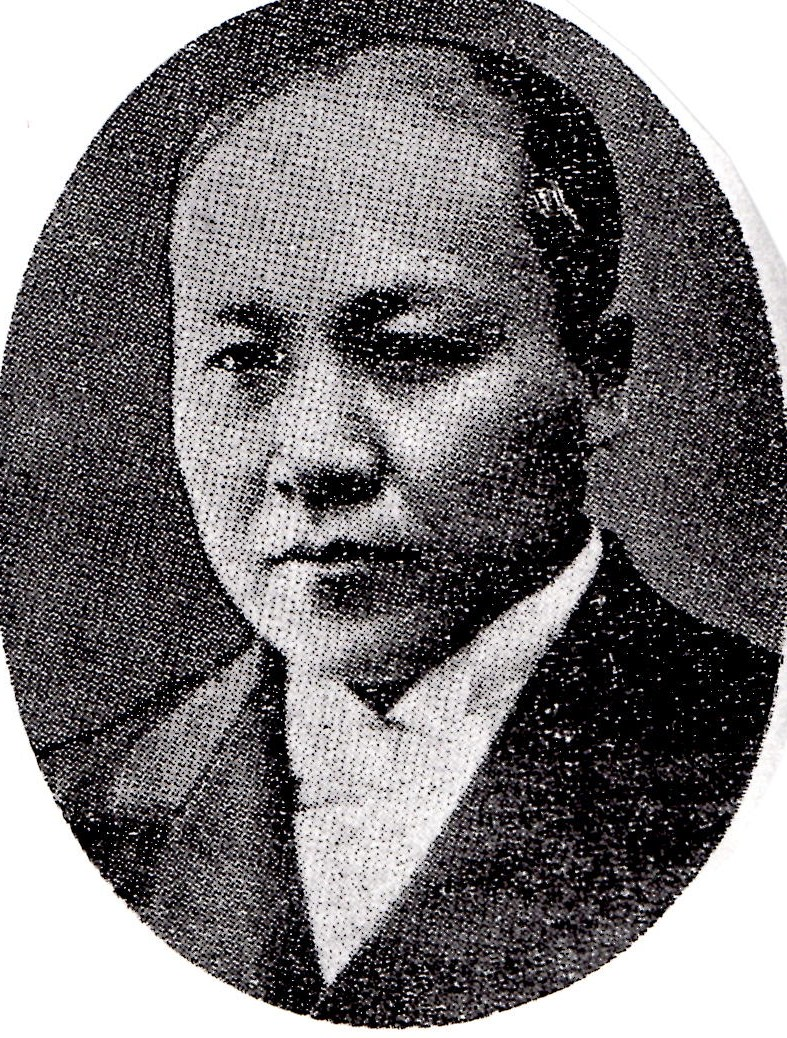
中田の兄久吉

1875年（明治8年）頃、長男の久吉が弘前のメソジスト教会のミッションスクールの東奥義塾に入る。これが、中田一家がキリスト教に触れる、最初のきっかけになる。

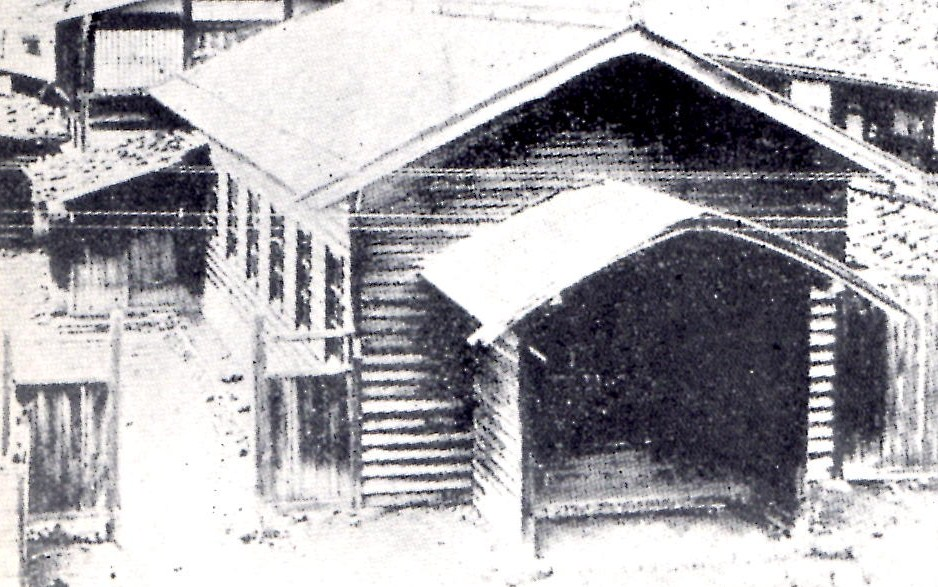
1880年頃の弘前メソジスト教会

また、1877年（明治10年）の7歳頃、暴れん坊であった重治の素行が変わることを期待して、母親が重治たちを兄久吉が学ぶ東奥義塾に関係のあるメソジスト教会の弘前公会に連れて行くようになった。
その頃、メソジスト教会の指導者であった本多庸一が東奥義塾校長と弘前公会の牧師をしており、重治らは本多の教育を受けるようになる。本多は生涯にわたり重治に大きな影響を与える師弟の関係になる。
教会に集う中で、最初に次男の貞作が入信するが、貞作はわずか14歳で夭折する。貞作の死をきっかけにして母親がキリスト教に入信する。
1885年（明治18年）頃、兄久吉も石川県金沢市にある歩兵第7連隊に入隊中に、米国に長老派のトーマス・ウィン宣教師に教会に通い信仰を持つ。その年、兄久吉は金沢市の歩兵第7連隊の営所から戻り1年ほど自宅で、重治と共に過ごす。
弘前滞在中の久吉は14歳～15歳の重治に軍隊式のスパルタ式の教育をした。これにより、中田は一層きかん気(暴れん坊)になったと言われる。
1886年（明治19年）頃、15歳の重治は久吉の影響で東奥義塾の普通科に入学した。重治は東奥義塾を卒業すると、来徳女学校でしばらくアルバイトをしたが、船員になることを志し、函館市に行って船員の試験を受けることになった。しかし、津軽海峡を渡るときに船酔し、そのまま試験を受けて落第してしまう。これで、船員になる夢を諦めることになる。

#### 入信と召命

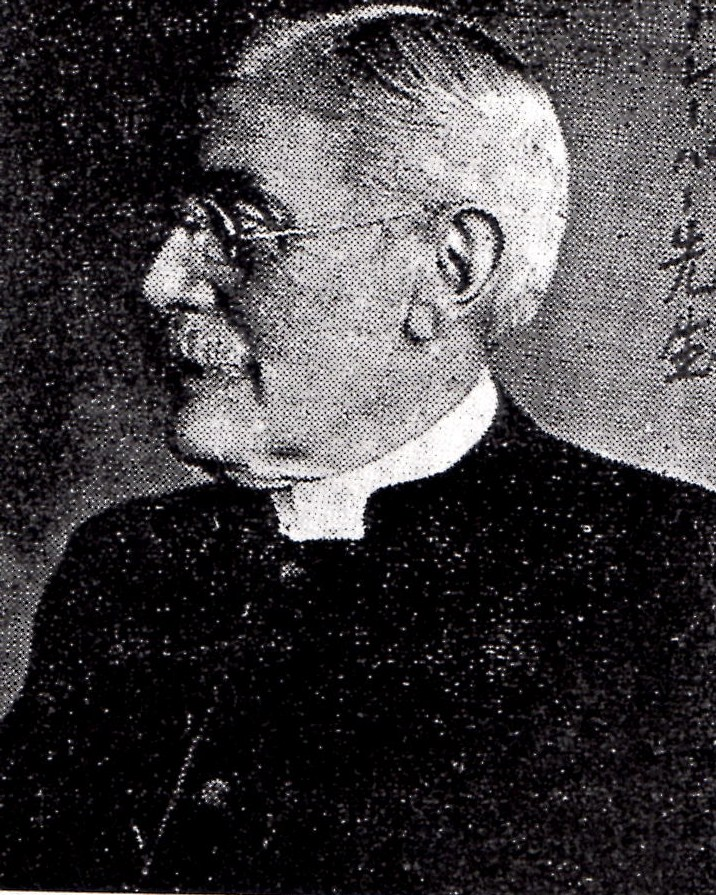
中田に洗礼を授けたギデオン・ドレーパー宣教師

重治は、後年1888年（明治21年）頃に18歳で救われたと語り、ギデオン・ドレーパーより受洗したと語った。洗礼を受けた重治は弘前公会の盲人の伝道者藤田匡らと一緒に被差別部落などにも伝道に出かけ、弘前市楮町付近に講義所を開いた。そのころ伝道者になる召命を受ける。

### 東京英和学校時代 (1888-1891)

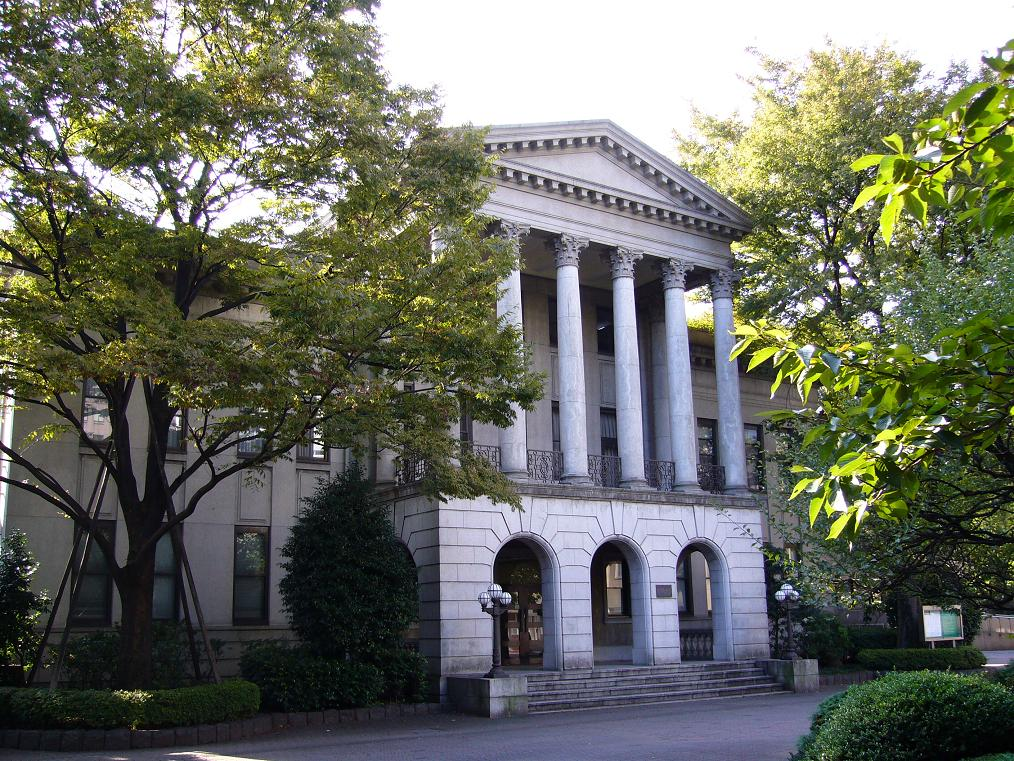
現在の青山学院大学

1888年（明治21年）伝道者になることを志し、弘前教会より預かった聖書を売り歩いて旅費を稼いで上京する。そして、東京英和学校（青山学院）神学部邦語科に入学した。同じ年に恩師本多庸一も仙台メソジスト教会より東京英和学校に迎えられていた。

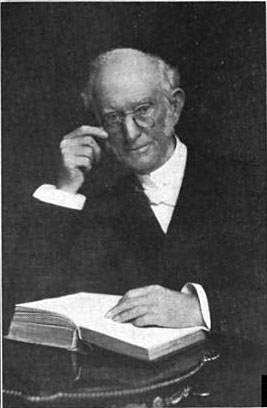
当時の神学部長であったマクレイ

中田が入学した時の神学部長はR・S・マクレイであった。他に、J・ソーパー、G・ドレーパー、スペンサーなどが主な教師であった。しかし、ノルトンが教えていた当時のキリスト教界の流行であった高等批評的な聖書の勉強は、弘前教会でジョン・イングらより受け継いだ福音主義的信仰には合わなかったこともあり学業には熱心ではなかった。
在学中に重治は勉学よりも伝道者として体を鍛える必要を感じて、もっぱら柔術に励んだ。渋川流の指南に指導を仰いだり、東京四谷の渋川流の道場に通い初段の免許状を得た。後のバプテスト派の指導者千葉勇五郎なども共に柔術に励んだ仲間である。

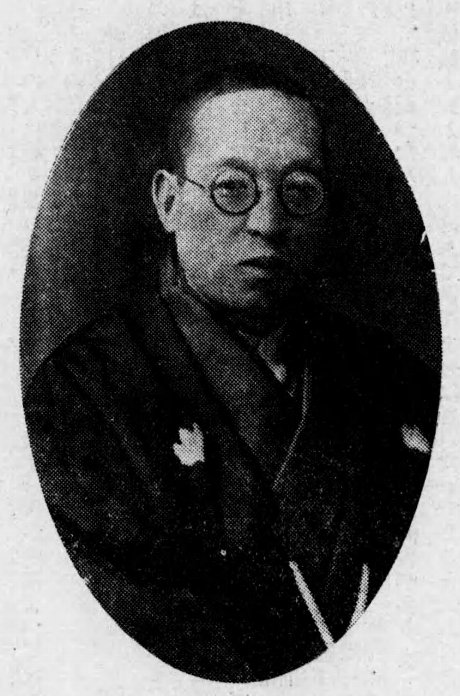
共に東京基督青年会で活動した別所梅之助

中田は熊谷メソジスト教会の牧師だった兄久吉の教会に、毎週末徒歩で通って兄の牧会を助けた。さらに、基督青年会(現、YMCA)の活動に力を入れて、1891年（明治24年）頃には基督青年会の重鎮になり、後のメソジストの重鎮別所梅之助らと、学生伝道に力を入れた。また、演説にも力を入れて、土曜日に神田の青年会館で行われた松村介石の土曜講壇を聞きに行ったりした。
1890年（明治23年）に本多庸一がアメリカのドルー神学校より帰国して、第2代目院長に就任する。その頃、在学中に、華族の令嬢と恋愛騒動を起こしてしまう。恋仲になった令嬢の家に男子の跡継ぎがいないので、中田が神学校(東京英和学校)を辞めて、帝国大学に入り外交官にという条件で、跡継ぎの婿養子になる誘いを受ける。中田は伝道者を諦めるつもりはなかったので、駆け落ちしようとした。しかし、令嬢に受け入れられず、それでもかなわぬ恋に心中することをも考えたが、同窓生によって引き止められ、結局恋は破局を迎えた。その騒動の後に、その華族の令嬢は他に嫁いでしまう。中田は失意のあまり、本多に退学を申し出たが、説得されて学校に留まった。
その後、最終学年を迎えた中田は、同郷出身の恩師本多の期待にそむくまじと励んだが、1891年（明治24年）の卒業の試験の結果は成績不良であった。教師会が開かれて中田の卒業を検討したが、中田の受講科目の半数が落第点であったので退学処分が決定される。院長の本多庸一は中田を救済しようとしたが、結局教師会の意見を受け入れて退校処分を下した。

### メソジスト伝道師時代(1891-1896)
中田は東京英和学校を卒業できなかったが、本多庸一の温情によりメソジスト教会の伝道師の仮免状を貰った。北海道の八雲町(渡島総合振興局二海郡八雲町)に派遣された。その後、小樽、また択捉島で伝道。択捉時代に按手礼を受けて、正式にメソジスト教会の正式な教職になる。

#### かつ子との結婚

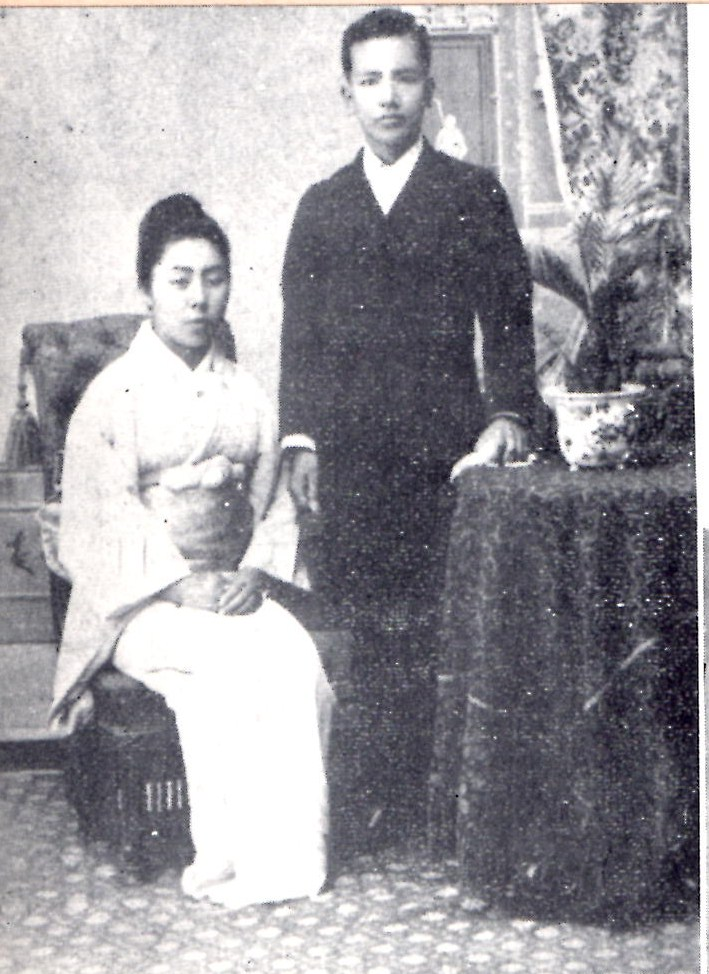
中田重治とかつ子結婚記念写真(1894年頃)

1894年（明治22年）2月23日、弘前教会牧師山鹿元次郎の紹介で、弘前教会の伝道師の小館かつ子と結婚した。結婚後に最初に生まれた、長男・左内を生後1ヶ月で風土病で亡くす。かつ子も重症の風土病になり、択捉を引き上げる。このことを通して中田は深刻な信仰の危機を経験する。

#### 次男羽後の誕生
弘前で静養した後に、秋田県大館市の大館教会の第4代目の牧師になった。松村彦吉という信者と共に伝道を始めた。ここで、次男が生まれ、羽後国にちなんで羽後と命名された。

### アメリカ留学時代(1896-1898)
中田が大館で1年程伝道する中で、肉の力に限界を感じ、聖霊のバプテスマを求めるようになった。聖霊のバプテスマを受けて活躍していた伝道者ムーディを慕って渡米したいと願うようになった。中田は妻かつ子と兄久吉ら資金を提供を受けたが、渡米の費用のために200円の借金をした。

#### アメリカ留学

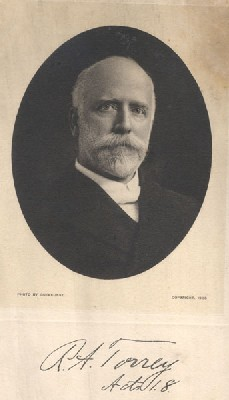
R・A・トーレイ

1896年（明治29年）12月に恩師本多庸一に見送られて横浜港より渡米した。1896年の年末にサンフランシスコ港に到着すると、メソジスト教会の監督メリマン・ハリスが出迎えた。ハリスは中田に伝道を手助けを要請したが、辞退してシカゴに向かった。シカゴに行くとムーディ聖書学校の短期コースで学ぶ。中田はムーディー聖書学院での学費を得るために学校の掃除と料理屋の給仕人をした。
ムーディ聖書学院では、当時のムーディー聖書学院の校長はR・A・トーレイだった。トーレイ達は奉仕のためには聖霊の力、聖霊のバプテスマが必要であると教えていた。中田の霊的状態は良くなかったので、聖化を求めて断食したり、徹夜したりして祈ったが効果がななく、周囲の者に「ファナチック(狂信的)」と言われた。

#### きよめの確信

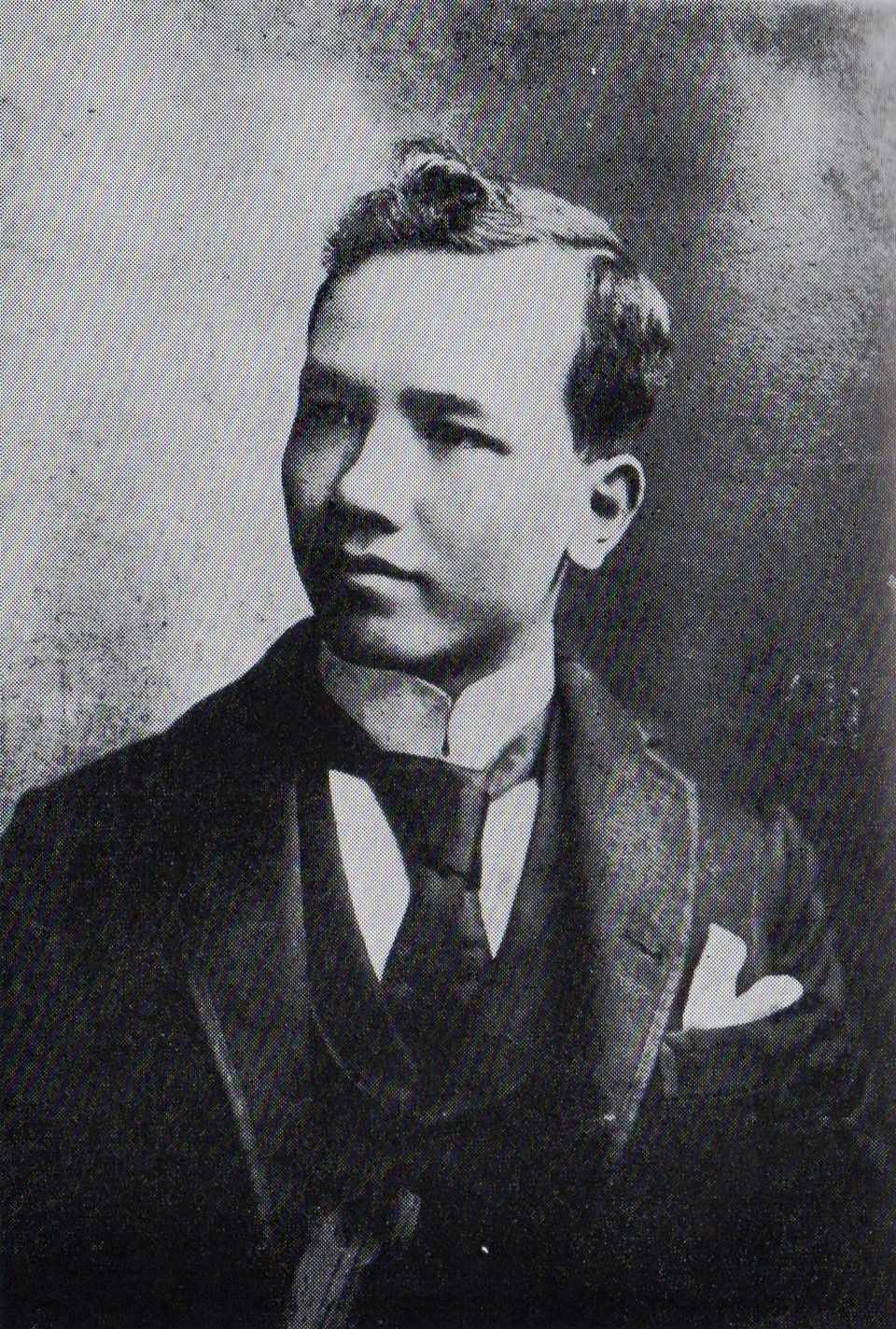
シカゴ滞在中の中田重治(1897年)

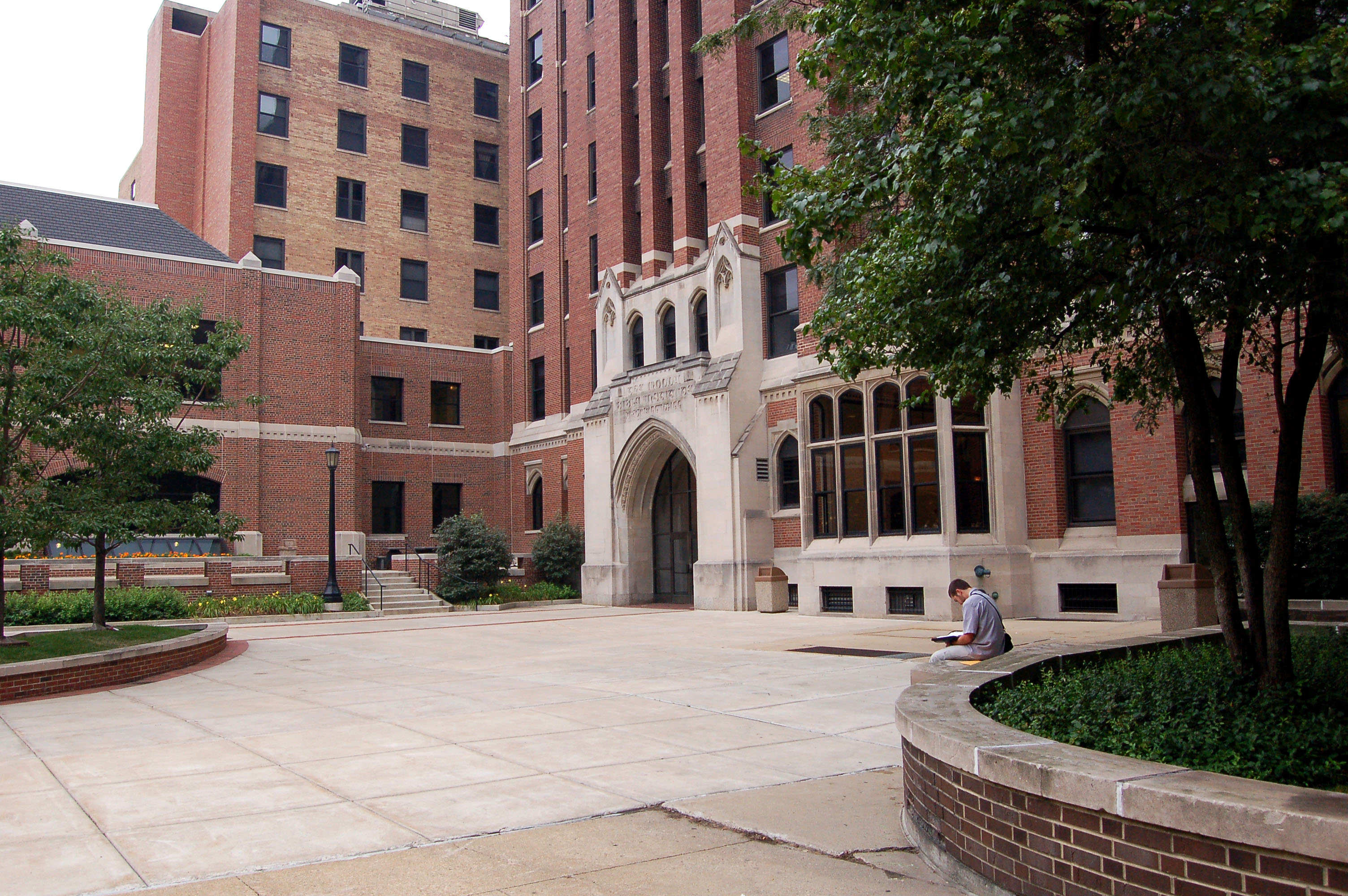
現在のムーディー聖書学校

F・B・マイヤーが学校に来て説教した時に、『現世中に罪より自由になれない』との説教を聞き、「キリスト者の完全」と「罪のない完全」の違いを知った。また、ホーリネスの神学者A.M.ヒルズに出会い、著書『清潔と力』を貰った。この書はチャールズ・ホッジなどの説に反駁しながら、聖化の定義や、聖化を受ける方法を論じた書物である。この書を読み聖潔をの必要性を痛感した。また、ジョン・ウェスレーの著書にも影響を受けた。
さらに、1897年（明治30年）11月22日インドのタミル族の伝道者Ｖ･Ｄ･ダヴィッドの集会に出席した。そこで、聖化の体験をする。その直後、部屋に帰って祈ったときに完全なきよめの確信を受けた。

#### カウマン夫妻との出会い

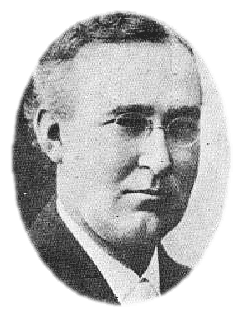
チャールズ・カウマン

中田はシカゴにあるグレース・メソジスト・監督教会に出席していた。ある日の礼拝で、電信技士として働きながら、ムーディ聖書学院の信徒コースで学んでいた、チャールズ・カウマン夫妻とキルボン夫妻に出会う。後に、カウマン夫妻は中田を密かに経済的に援助し、祈り支えた。
1898年（明治31年）ムーディー聖書学院の短期コースを終了した。聖霊体験を受けた中田は早く日本に帰って伝道したいと願い帰国することになった。

#### 第1回目の世界旅行
中田は日本に帰る前に世界を回って聖霊派の人と交わりたいと思い、ムーディーとトーレー励まされてアメリカを出発した。旅行の費用はなかったが、聖化によって受けた大胆な信仰により、方々を旅行して聖化を証した結果、謝礼を得て旅行することができた。
カナダのトロントでは、メソジストの高木壬太郎に会い、下宿先に滞在した。トロントより渡英した。渡英する費用がなかったが、船内の牛の世話するという条件で無料で乗船することが出来た。

##### イギリス旅行

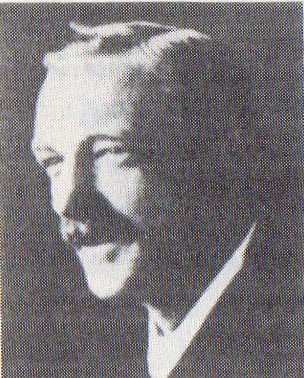
バークレー・バックストン

船が英国のグリニッジに着くと、在米ペンテコステ同盟会を訪れた。レーダー・ハリス会長の夫人に英国旅行の手配をしてもらい、ロンドンのバークレー・バックストンの実家に立ち寄った。バックストンは来日中で会えなかったが当主のトマス・バークレー(Sir Thomas Buxton, 3rd Baronet)夫妻より歓迎される。
中田がロンドンに着いた翌日の5月19日政治家のウィリアム・グラッドストンが死去した。中田はグラッドストンの葬儀に出席し、グラッドストンから大きな影響を受けることになった。
さらに、バックストン家より下宿料を貰ってロンドンで下宿した。また、バックストン家の紹介で実業家で政治家のD・A・トマス(D.A.Thomas)に出合った。また、ウェストミンスター寺院のジョン・ウェスレーの墓を訪れた。
帰国の費用がなかったが、日本籍の船舶佐渡丸にボーイとして雇われて帰国することができた。船の中で同郷出身で東奥義塾の知り合いの珍田捨巳に会った。珍田から一等船客に招かれたが、辞退してボーイを続けながら帰国した。

##### 帰国

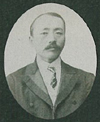
笹森卯一郎

1898年（明治31年）9月に長崎に上陸した中田は鎮西学院の笹森宇一郎を訪れた。笹森からは「中田という人はえらい人になる」と言われた。
弘前のかつ子の実家小館家に帰る途中で、東京市新橋駅でトラクトを配布していたちいさき群の土肥修平に会った。

### メソジスト巡回伝道者時代(1898-1900)

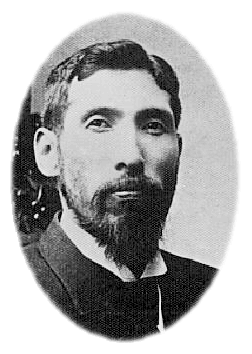
笹尾鉄三郎

帰郷後、早速松江のバークレー・バックストンを訪ねた。高雅で風采な態度に自分に欠けたものを見出し親しむようになった。翌年、1899年にメソジスト教会年会での巡回伝道者に任命される。しかし、教派にとらわれないで日本中に招かれて説教をした、1898年、バックストンに招かれて松江に行き、望湖楼という料理屋で伝道会で説教をしている時に、駆けつけた笹尾鉄三郎に会う。敬虔な姿を見て笹尾だと直感して、第二集会の恵の座に出てくる人の個人伝道を依頼した。
巡回伝道で多忙であった重治はトラホームに苦しんだが、信仰によって癒された。1899年正月には銀座教会で第一回の新年聖会を開いたところ好評であったので、以後各地で新年聖会を開催した。
その時、東京府青山長者丸の青山美以教会の牧師館を借りて住むことになった。1899年10月には弘前で伝道した。弘前での伝道は爆発的伝道と言われた。11月盛岡の集会では、中田の説教を聞いた野辺地天馬が献身を決意する。

### メソジスト脱退時代(1900-1901)
中田が全国を巡回伝道している間に、メソジストのみに限定した伝道をしようと思わず、超教派での伝道を考えた。それゆえに、メソジスト内では、次第に中田を異分子扱いするようになった。1900年に、中田は自由な伝道を行うためにメソジスト教会を脱退することにした。同じくメソジストの伝道師であった妻かつ子は、慣れ親しんだメソジストを離れることを、最初は賛成しなかった。しかし、中田の説得で次第に理解し始めて賛成するようになった。中田は、メソジストを脱退後に信仰の友との交流が必要のため、聖化の教理を信じる超教派の人々と「聖潔の友」を結成し定期連絡や集会をするようになった。

### 中央福音伝道館時代(1901-1905)
1901年（明治34年）に日本基督教会、日本組合基督教会、日本メソジスト教会キリスト教会の最大教派が連合である福音同盟会が、これまでの日本のキリスト教会の停滞を打ち破るための、二十世紀大挙伝道を大々的に行った。

#### 中央福音伝道館と聖書学校の設立

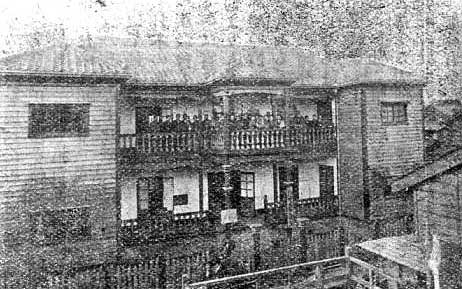
神田神保町の中央福音伝道館,1901年頃

1901年2月1日、チャールズ・E・カウマン、レテー・B・カウマンがピルグリム・ホーリネス教会の宣教師として来日する。1901年4月、中田とカウマン夫妻は神田の神保町で、神田を「神の田」、神保町を「神の保つ町」として、廃校になった学校の校舎を借りて、『中央福音伝道館』と看板を掲げ、ここを拠点として伝道を開始した。月曜日以外の毎晩、伝道会を開催、毎日午後に聖別会をもってホーリスネス運動を指導した。中央伝道館館の建物を使い、4月1日に聖書学校（後の東洋宣教会聖書学院）を開校した。

#### 地方伝道館の設立

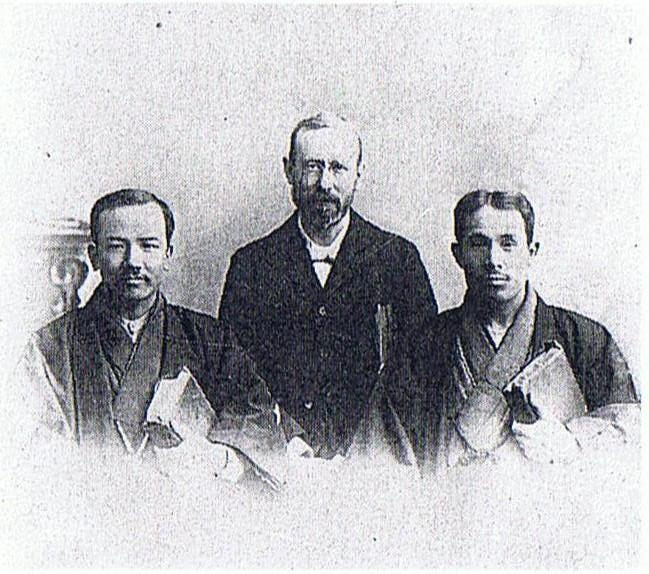
中田重治、パゼット・ウィルクス、三谷種吉、1902年

10月には山形県楯岡町（現在、村山市楯岡）に最初の地方伝道館を設立する。中田はカウマンと共に視察に行き町の郊外の山に登って祝福が注がれるように祈った。1903年（明治36年）2月には、最上郡新庄町（現在、山形県新庄市）、谷地（現在、山形県河北町谷地）に伝道館を設立した。

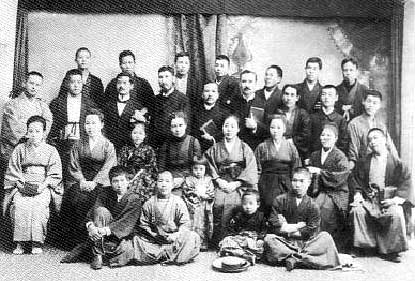
聖書学院の教師と生徒と家族、1902年

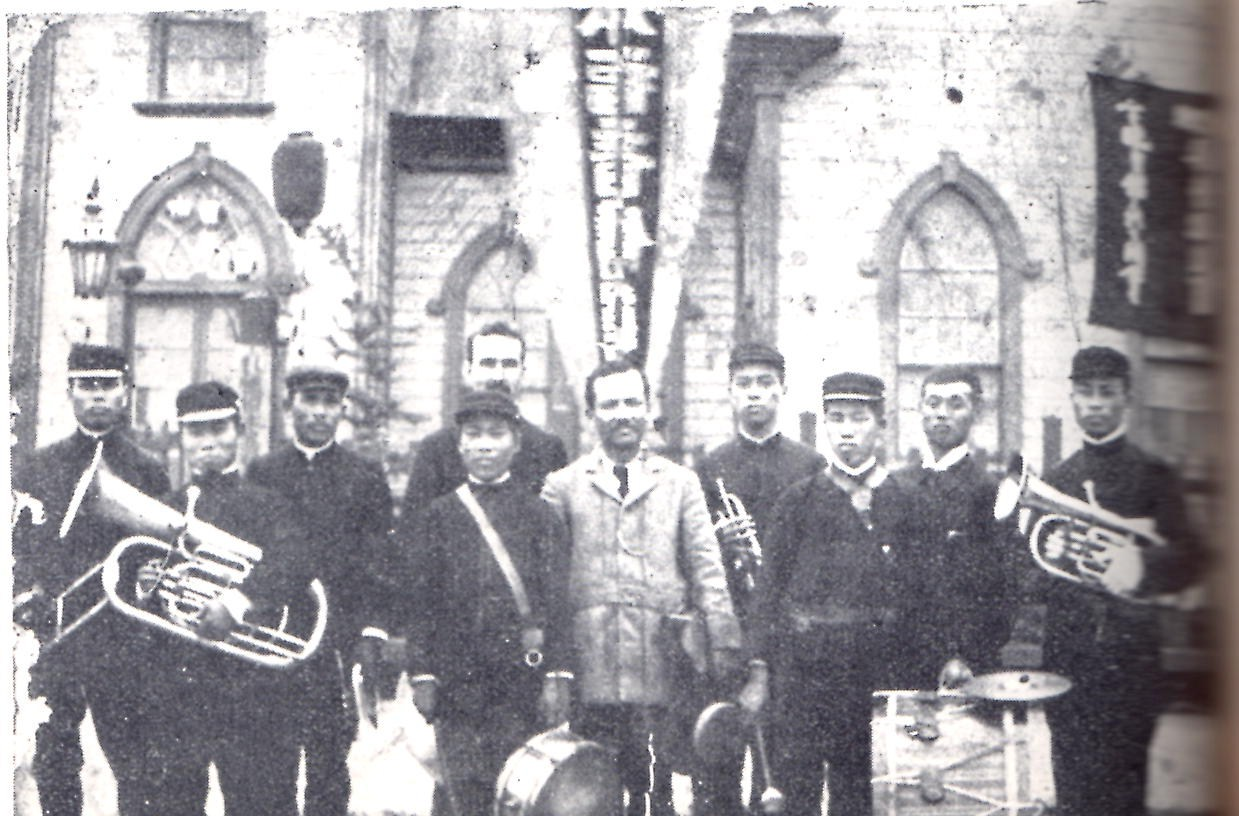
1902年8月、弘前教会の前に集合した中田重治と福音音楽隊。中田は中央

1902年（明治35年）8月にアーネスト・キルボルン夫妻が中田の働きに加わり、自給伝道をモットーに活動をした。1903年5月には清水俊蔵が新庄の福音伝道館に転任する時は、カウマンと共に同行して新庄に行き、貸家を探し回った。仏僧らの迫害にもかかわらず大きな貸家を見つけることができた。この教会で新庄中学校の学生の沓澤鉱治(清水鉱治)が回心した。

#### 明治三十五年の伝道旅行

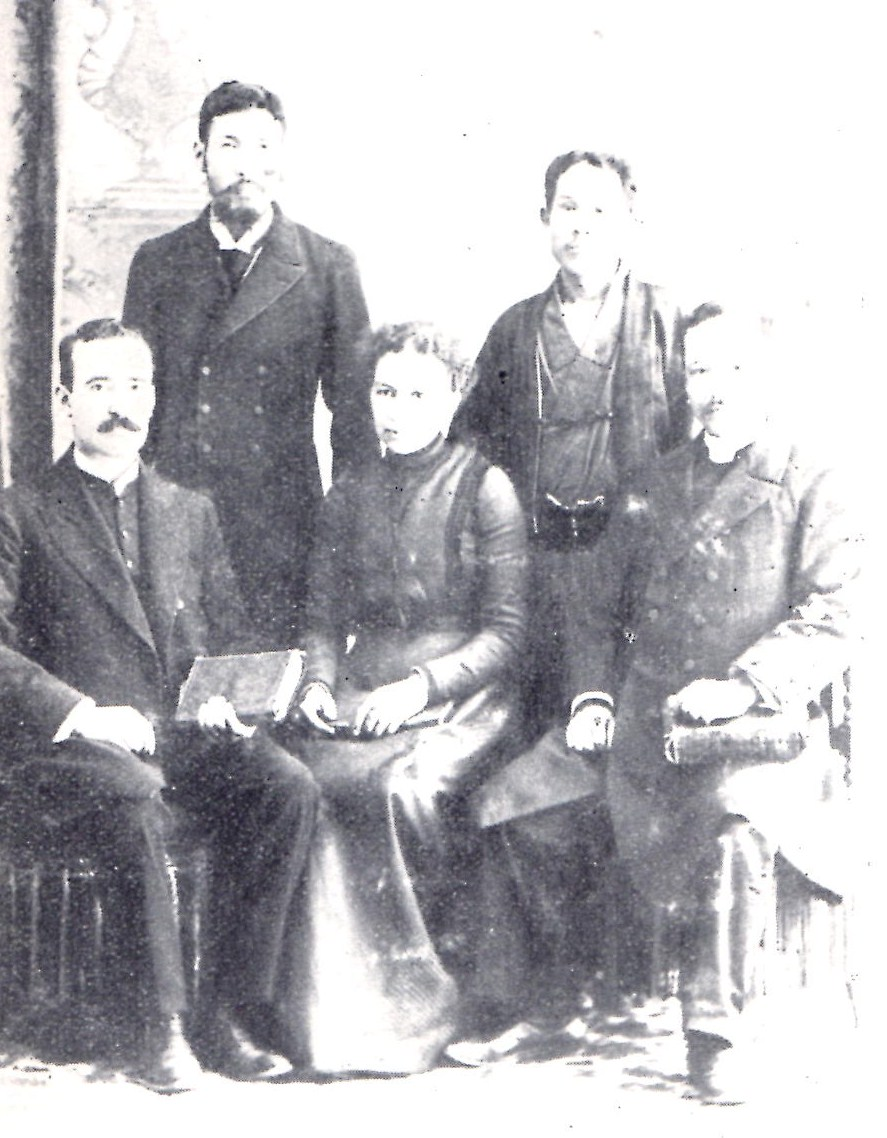
聖書学院の初期の教師陣

その後、中田とカウマンは楯岡、谷地(山形県西村山郡河北町)、新庄、金山(山形県最上郡金山町)を経て、二日後に院内峠（秋田県院内雄勝峠）を大雨の中徒歩で超え院内町(現・秋田県湯沢市)に行った。その後、湯沢(現・秋田県湯沢市)、横手（現・秋田県横手市）、黒沢尻、盛岡を旅行した。
1903年（明治36年）8月には、大宮（さいたま市大宮区）で修養会を開き、カウマン、キルボルンの他、河辺貞吉、武田駒吉、秋山由五郎、及び中田の実兄中田久吉を招いた。1903年10月には、名古屋、近江八幡、京都、大阪、岡山、松江に巡回旅行をして、1903年12月には、ローランズ夫妻と共に、鹿児島県鹿屋に行を訪問する。帰路は飫肥(現・宮崎県日南市)、宮崎市を通り、そこから海路を使い神戸市そして、実兄久吉と母千代がいる名古屋に寄港し、東京に戻った。
1904年（明治37年）7月頃中田は肺膿瘍を患い、神奈川県茅ヶ崎や葉山の高橋是清の別邸で静養することになった。4月頃には回復し、病気療養の体験談を「快復御礼」という文章にして、機関紙「焔の舌」に発表した。

#### 日露戦争時の朝鮮半島訪問
1904年（明治37年）2月10日に日露戦争が開戦する。大山巌元帥が派遣軍総司令官になり、数個の軍団が朝鮮半島に出動した。朝鮮半島に駐留した黒木為楨将軍の軍団のために、基督教各派で連合して、戦時伝道部を設けて戦地を慰問することになった。
基督教青年会同盟委員長の本多庸一は、福音同盟会の会長小崎弘道と共に、基督教の共同的奉仕について檄を飛ばした。それは、従軍布教師または軍隊慰問使を派遣することと、軍人が出入りしているところで伝道の方法を尽くすこと、内地と戦地で軍人用小冊子を配布することであった。
本多庸一はメソジスト派（美以派）の日本年会の任命した韓国伝道委員会委員長を兼ねて朝鮮半島に行くことになり、中田を同行者に選んだ。1904年5月14日に神戸港より筑後川丸で出発した。そして、5月16日に釜山に上陸して、木浦、仁川を経て、18日に京城に着いた。5月26日に歩兵第24連隊第１大隊で本多と共に説教をした。更に、6月10日には下痢と歯痛に耐えながら黄州に着いた。14日には、平壌に行った。
中田は本多と別れて義州に行き、鴨緑江を眺めて戦争の惨状を目撃した。7月3日に仁川から京城に帰った。中田はその後、京畿道、忠清道の諸教会を訪問して、京城に帰り、19日に仁川から乗船して7月21日に釜山港を経由して、7月28日には東京に帰る。

#### 柏木への移転

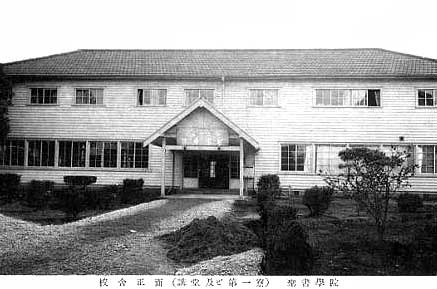
柏木に移転した頃の聖書学院、1904年頃

神保町の聖書学校の男子寄宿舎と淡路町の女子寄宿舎が狭くなったので、中田とカウマンは郊外に広い敷地を求めるようになった。中田とカウマンは豊多摩郡淀橋町字柏木に三千坪の土地を見つけて購入した。
1904年8月25日には新築聖書学院の図面が「焔の舌」の発表され、1904年10月31日に聖書学校を淀橋町柏木に移す。正式名称は聖書学院、通称柏木聖書学院と呼ばれる。1905年2月10日より11日まで、神田美土代町の基督青年会館（YMCA）で「聖書的純福音宣伝大会」が開かれ、中田は笹尾鉄三郎や三谷種吉らと共に説教をした。中田は「キリストの大本営」という題で1時間半の説教をし、「恩恵の座」を開いた。
1904年9月4日に兄の久吉が病気で倒れた。中田は久吉のもとを駆けつけ、13日に腸チブスと診断されて好生館に入院した際にも、付き添った。しかし、久吉は入院直後に亡くなった。
翌年1905年（明治38年）2月15日にカウマン夫妻が再来日すると、3月下旬に中田はカウマン夫妻と共に名古屋と伊豆地方に巡回伝道した。4月のイースターには三女のリリーが生まれた。6月には疲労を覚えた中田はカウマンと共に日光に保養に行った。

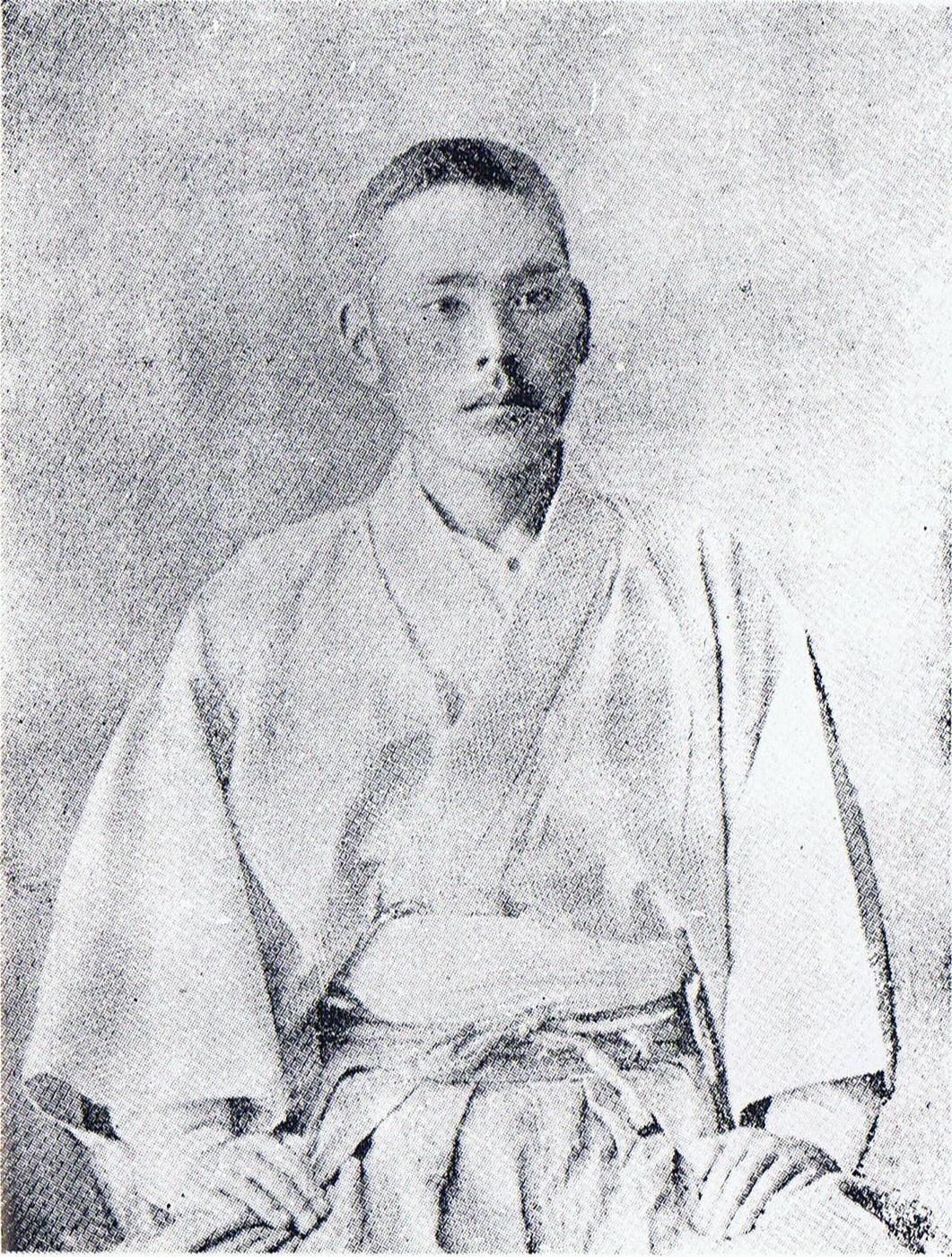
好地由太郎

1905年7月26日に浅草駒形橋の近くに、駒形伝道館を設けて、7月から好地由太郎が住み込んで伝道した。9月に浅草で路傍伝道をしたところ好地らが暴徒に襲われるという事件があった。この件について基督教会から忠告委員が中田を訪問し、好地らの伝道の仕方について忠告した。中田はこれに対して「ほかにどんな方法があるのか」と反論した。
9月には深川で材木商川端商店を開業していた川端京五郎が、友人の竹谷弁蔵に誘われて通うようになり、翌年4月に受洗する。

### 東洋宣教会時代(1905-1917)

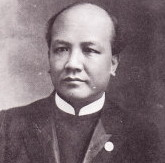
30代頃の中田重治

1905年（明治38年）3月に中田はカウマンと共に法人組織を設立する協議を始め、11月に東洋宣教会(Oriental Missionary Society:OMS)を設立する。中田と笹尾鉄三郎、カウマン夫妻、キルボンの五名が幹部として運営をした。カウマン夫妻とキルボルンが米国との交渉と会計を担当し、笹尾は聖書学院の院長を担当、中田は伝道方面を指導管理する役を担当した。

#### 世界一周旅行 (第2回目の世界旅行)

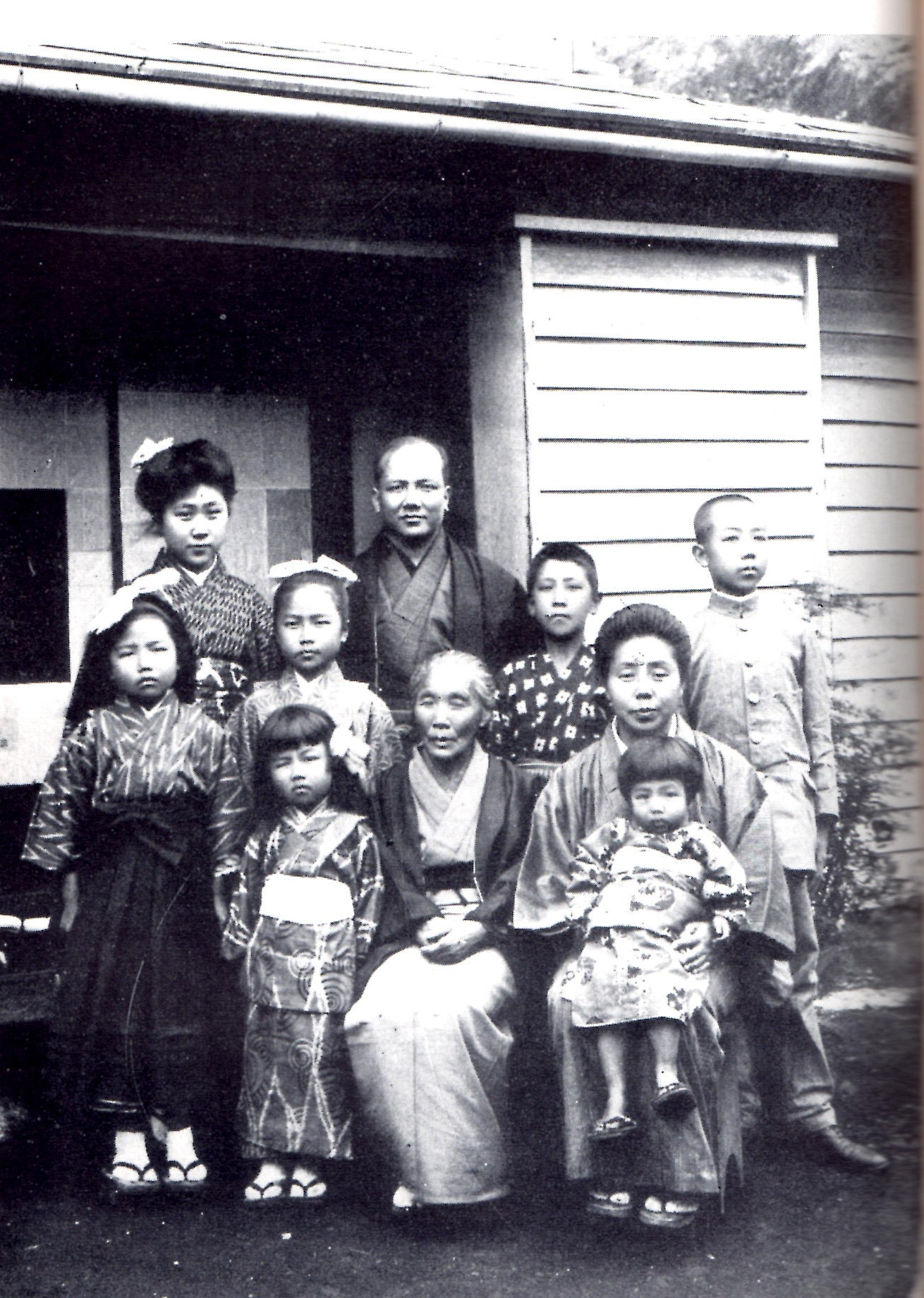
1910年頃の中田家

1906年（明治39年）始め中田は霊的に非常な不安を覚えた。それで、欧米のクリスチャンと交わることによって飢え渇きを満たそうと世界一周旅行を計画した。

##### 中国旅行
最初に湖北省出身の曹亜伯とい青年を伴って、2月末に上海を訪れ、チャイナ・インランドミッション(後のOMF)を尋ねた。
2月25日には日本基督教会の教会で説教したり、青年会の英語集会などで説教した。中田は曹と共に揚子江を遡り、南京を通過して、九江に上陸した、翌日黄石港に向かい、鉄道に乗り興国県に向かった、3月4日に興国県の曹の実家に着き滞在した。
現地人の偏見により身の危険を感じた中田は、曹の弟と共に曹家を脱出した。

##### イギリス旅行

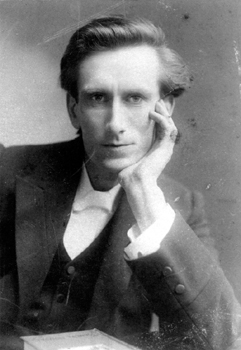
オズワルド・チェンバーズ

3月16日にフランスの郵船オセアニーン号で上海を発ち、インド洋を経て、4月26日にロンドンについた。5月3日のジョン・ウェスレーの墓に行き、エクセターホール(Exeter Hall)で講演をした。その時に、スコットランド人の説教家オズワルド・チェンバーズと知り合う。中田はチェンバースとガーディナーと一緒に北部スコットランドに行き、カレドニア運河からフォート・ウィリアムやインヴァネスに行った。
途中チェンバースが病気になったので、中田はディビット・トマスと一緒にウェールズに行き、アメリカ人のクェーカーの伝道者チャールズ・ストーカーと一緒にイギリスの島々を巡回説教した。ストーカーはスコットランドに行き、中田はチェンバーズと共にアメリカに渡ることになった。
6月にポーツマスに行った。そこでは、帝国海軍の軍艦香取、鹿島が停泊していたので、乗組員に伝道し、ウェルカム・ミッションという水夫のための伝道館でも伝道した。ロンドンに戻り、ウェストミンスター・チャペルでキャンベル・モルガンの聖書講義とトマス・スポルジョンの説教を聴いた。
7月21日にケズィックに行く。そこには木村清松、松井米太郎、日野原善輔らの日本人がいた。7月28日から開かれたケズィック大会に出席した。中田はバックストンやパゼット・ウィルクスらと共に大会の説教をした。9月にロンドンに帰り、バックストン家で、松江聖公会の永野武二郎に会った。そして、東ロンドンのマントルの運動を見た。

##### アメリカ旅行
1906年11月6日チェンバーズと共にイギリスからアメリカに旅立つ。アメリカで東海岸で中田とチェンバーズは5週間説教をする。12月にオハイオ州シンシナティ市の神の聖書学校でクリスマス・ホーリネス会議で説教した。

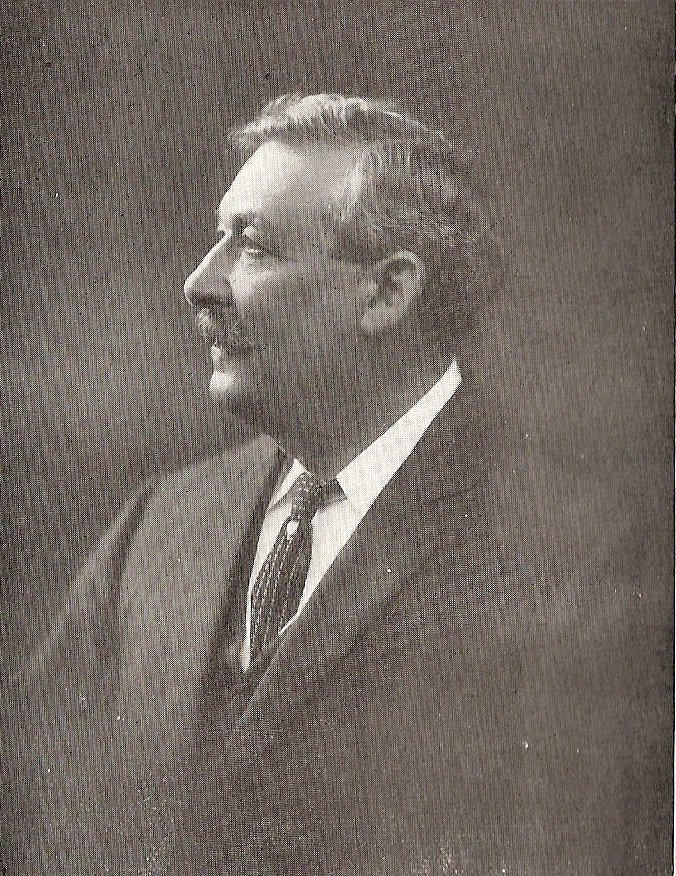
ジプシー・スミス

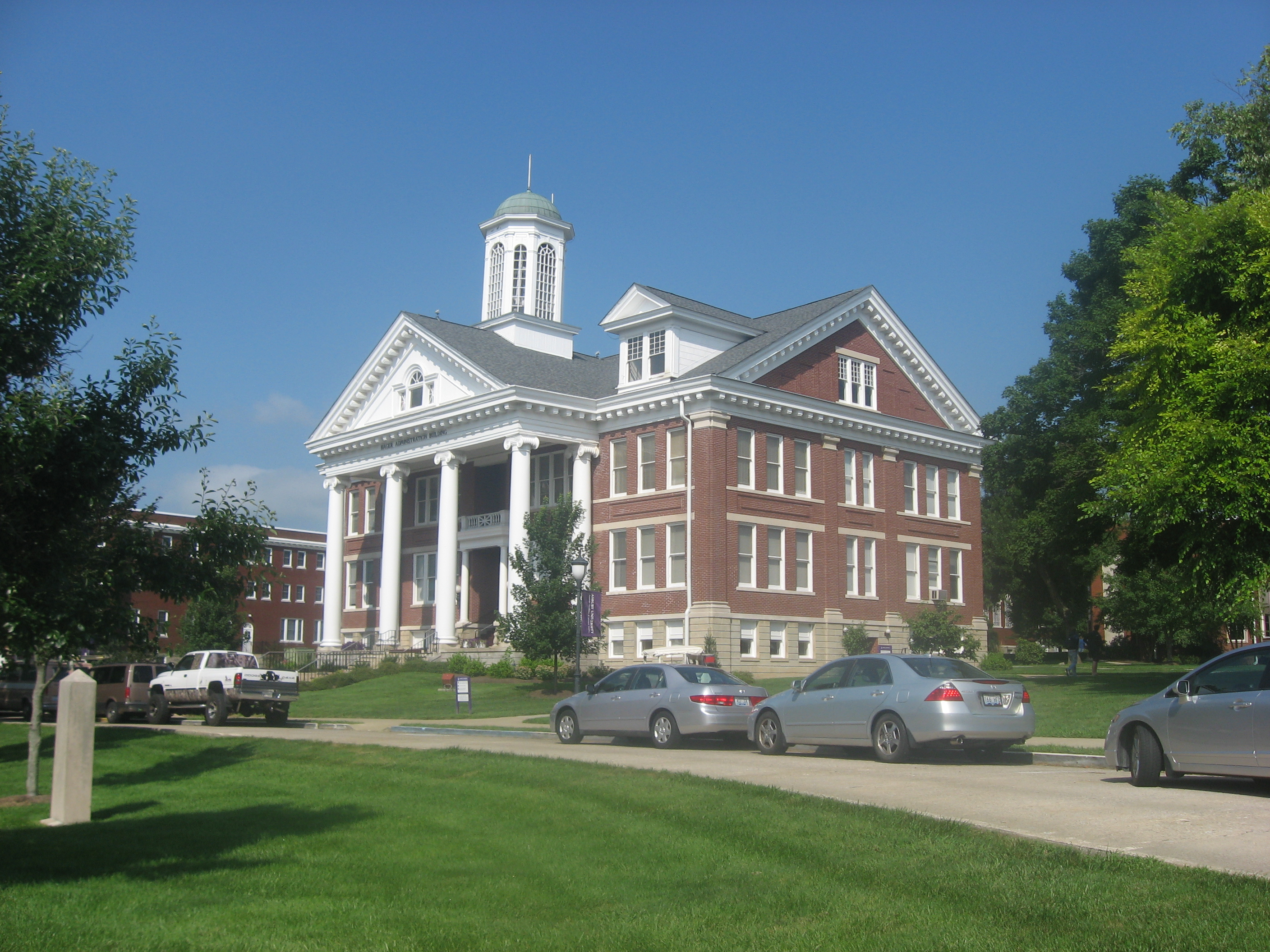
アズベリー大学

1907年1月初旬にシカゴでムーディー聖書学院で客として過ごし、1月下旬には、アイオワ州のオスカルーサに行き、ジプシー・スミス(Rodney "Gipsy" Smith)の活動を見た。オスカルーサ大学(Oskaloosa College)ではキルボルンの娘のアイラとエドウィンに面会した。また、アズベリー大学でH・C・モリソン(H・C・Morrison)総長にあった。1907年6月にシンシナティに戻りホーリネス会議で説教した。1907年6月10日にチェンバース、スタンレー、坂井勝次郎、東善吾と共にシアトルを出発した。
1907年（明治40年）6月27日横浜港に着く。チェンバーズは日本に滞在して聖書学院等を見学する。7月29日より7月31日まで上野の天幕伝道で司会をし、8月1日より8月3日まで、神田伝道館青年館で中田らのために歓迎特別大集会が開催された。歓迎会で中田は挨拶し、この旅により中田の精神的な不安は一掃されたことを語った。

##### 明治四十年の伝道旅行
1907年（明治40年）9月18日には中田は東京を出発して、岩手県土沢で伝道していた米田豊のもとを訪れ、また盛岡市にいた野辺地嘉吉（天馬）を訪れた。さらに、青森市に行き親戚の娘に洗礼を施した。その後、弘前、楯岡（現、山形県村山市楯岡）を経て帰京した。
10月17日には柏木で純福音信徒大懇親会を開催し、11月6日には、好地由太郎と共に千葉県を巡回し、東金、銚子に行き、都田友次郎の伝道を助けた。11月24日には小出朋治と一緒に新潟に巡回した。12月には伊豆救霊旅行と称して、伊豆、沼津、田子、松崎、青野、石井、二条、下加茂、下田を巡回伝道した。
1908年（明治41年）4月10日中田は再来日したカウマン夫妻をキルボルンとともに神戸港に出迎えた。帰京後、中田らは協議した結果東洋宣教会は役員制度を設けることになり5月10日に発表された。中田が総理、笹尾鉄三郎が副総理になった。この時点で、福音伝道館は全国16箇所にあった。

#### 明治四十三年の伝道旅行
1910年（明治43年）中田は、大宮市の氷川公園での関東修養会を終えたのち、渡辺善太と一緒に、東北・北海道旅行に行った。仙台、土沢、小樽、旭川、深川、札幌に行った。中田が札幌の森五郎に会いに行くと、独立教会、組合教会、日本基督教会、メソジスト教会、聖公会の牧師たちが、中田をYMCAに呼び寄せて、いわゆる教会裁判を行い、札幌福音伝道館が信徒を盗んでいると詰問した。中田は、「世界はわれわれの教区である」とのジョン・ウェスレーの標語を用いて反論した。

#### かつ子の死と再婚

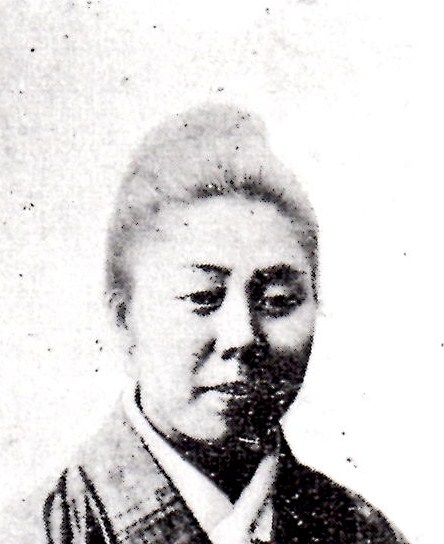
明治44年に死去した前妻かつ子

1910年11月頃より妻かつ子が葡萄状妊娠の貧血より衰弱し、腹膜炎を併発して、1911年（明治44年）3月8日に死去した。3月9日に柏木の聖書学院講堂で葬儀が行われた。東洋宣教会東京部長であった清水俊蔵の司式、本多庸一の代理として、中田が説教をした。3月14日にはかつ子の追悼会が行われた。
中田は5月には静岡、神戸で巡回伝道をした。この頃から、カウマンとキルボルンらと東洋宣教会の管理の主導権に関して意見の食い違いが生じるようになった。
1911年8月に今井あやめ（英語名Iris）と再婚する。結婚直後の8月4日より、福島県白河市、郡山市、会津若松市、福島市、仙台、それから山形県を北上し山形市、楯岡(現、村山市)、新庄、秋田県に入り秋田市、能代、大館、小坂町、最後に、青森県弘前市まで伝道旅行をし、その年9月10日に帰京した。

#### 聖教団事件
1911年（明治44年）10月25日に、中田は機関紙『焔の舌』に東洋宣教会から分離して、新たに日本聖教団を設立することを宣言した。これが聖教団事件である。東洋宣教会の運営の主導権を巡る中田とアメリカ人達との衝突により決別をすることになったのである。
事件の経緯としては、中田側とカウマン側に別れたが、多くの者は中立を保った。分離を発表した後も交渉は続けられた。両者はそれぞれ分離独立すること了解したが、中田側は形成不利と考え、1ヶ月で和解し、元のように協力体制になった。笹尾は中立の立場を保ち両者の交渉と取成した。1911年12月の「焔の舌」で中田は明治44年は大試練の年であったと述懐した。

#### 笹尾の辞任と死
1913年（大正2年）4月に笹尾鉄三郎が聖書学院の院長を事実上辞任した。笹尾の辞任は翌年の5月14日に「焔の舌」で正式に発表された。その後、笹尾はフリーの巡回伝道者になり関西、九州と伝道旅行をしたが、鹿児島で肋膜炎を患い帰京し、1914年（大正3年）12月30日に東京で病死した。1915年（大正4年）1月4日に中田の司式で聖書学院にて葬儀が行われた。
1916年（大正5年） 1月に中田は関西に向かい、姫路市、広島市、香澄村(現・岡山県備前市)を巡回する。途中、妻あやめが病気であるという電報を受けて、急遽帰京した。小原十三司、丹羽平三郎らと病気の癒しを祈るとあやめは回復した。
1916年5月には聖書学院で東洋宣教会大会が開かれた。J・B・ソントン宣教師と中田が説教をした。この大会中には神田、浅草、牛込などでも特別集会が開かれた。

##### 大正5年の伝道旅行
特別集会が終わると、中田は久しぶりに関西方面の旅行をした。途中名古屋に寄り説教をし、鳥取市、島根県松江市を経て、さらに島根県の出雲地方の山奥に、伊藤馨、清水良太郎と一緒に人力車で行った。島根県仁多郡横田町(現・島根県奥出雲町)に着くと、中田を救世軍の隊員が出迎えてくれた。その後、中田は一人備後(広島県)の国境を越えて、庄原市についた。そこで、芝居小屋を借りて伝道集会をした。その後、西城をへて、三次市を通り広島市の婦人集会で語った。
広島市宇品港より四国地方の愛媛県に渡り、露無文治が牧会する愛媛県今治市の今治教会(現・日本基督教団今治教会)で語り、尾道を通り、東京に帰った。5月には有馬温泉での日本伝道隊の年会に出席して、秋山由五郎、米田豊、鈴鹿正一、小出朋治らに会った。そして、神戸市の神戸湊川伝道館で三晩伝道集会を開催し説教を語った。
1916年（大正5年）8月からは、愛知県知多郡における愛知修養会で竹田俊造と共に講師をした。また、9月には東北と北海道を巡回し、帰りに秋田県大館市に立ち寄った。そして、10月2日より開催された山陽秋期修養会では来日中のバックストンと共に講師を務めた。

#### 大正6年の巡回伝道と神癒
1917年（大正6年）1月中旬より長野県上諏訪町の甲信修養会に出席して、2月19日よりは、飯田修養会に行く。4月は御牧碩太郎と共に、また4月11日より甲府の日本基督教会の山梨修養会では金井為一郎と共に説教した。4月25日より29日まで小石川指ヶ谷福音教会の伝道会を応援した後に、岩手県土沢に行き、小原十三司に会った。
5月15日からは、名古屋、御影、岡山、呉、下関に巡回した。その後、6月に阪神修養会で説教し、7月は岡山県河内村の作西修養会で説教した。また、8月3日より、箱根の修養会でバックストンらと説教をし、松島修養会に行こうとしたが、肋間神経痛のために8月12日頃帰京して静養した。病を押して、13日からの浅草会館開館満三年記念会ではあやめと共に出席して説教した。

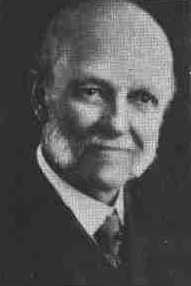
『イエスは来る』の原書を書いたブラックストン

その後、塩原温泉の神谷旅館でしばらく静養した。その時に「主は近し」という再臨論の原稿を書き、ウィリアム・ブラックストンの「イエスは来る」という研究書の翻訳を行った。これが、後にプロテスタントのキリスト教界全体を巻き込んだ再臨運動へとつながっていった。
1917年9月に帰京して日本メソジスト教会の本郷中央教会牧師小沢勝之助の葬儀に出席してピリピ書から説教した。そして、9月21日の焔の舌には、病気が癒された謝告を出した。

### 東洋宣教会ホーリネス教会時代(1917-1928)
1917年10月25日より、東洋宣教大会が聖書学院で開かれて、東洋宣教会から独立した新教団を設立する。28日には中田は東洋宣教会の理事であったが、新教団の新監督に就任して、新監督按手式が行なわれた。「小さき群れよ、恐るる勿れ」と題して説教をした。10月31日に新教会任命式を行い、東洋宣教会ホーリネス教会が設立される。この日はルターの宗教改革四百年記念の日であった。ホーリネス教会設立と共に、東洋宣教会総理のチャールズ・カウマンは、中田に大部分の責任を譲った形になった。
この年、機関紙『焔の舌』を『聖潔の友』と改題した。この雑誌は、中田が主筆で、最初は月刊であったが、後に週刊になった。

#### 再臨運動

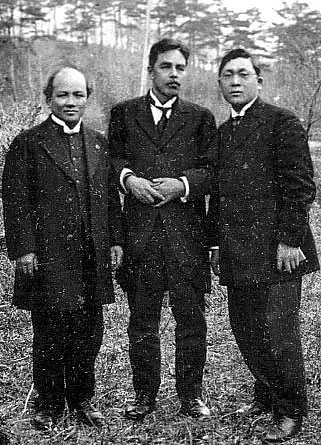
中田重治、内村鑑三、木村清松、再臨運動を始めた
頃、1918頃

1918年になり、正月2日より、5日まで、神田教会で新年聖会が開かれ、中田は再臨問題の説教を毎朝した。これが再臨運動の前哨戦になった。
柏木の聖書学院に近い内村鑑三の家の付近で起きた火災の時に、中田は聖書学院の生徒を動員して消化活動を手伝わせた。内村が中田にそのお礼を言いに来てから親しくなった。中田はホーリネスの四重の福音の一つとして再臨を標榜していた。また内村も娘ルツ子の死を通して再臨信仰を持つようになっていた。神学の違いはあるが同じく再臨を説く両者は、急速に接近するようになった。
1918年1月6日の神田の基督教青年会館(YMCA)で開かれた第一回の集会により、内村鑑三、木村清松、中田重治らの再臨運動は開始され、一年半に渡って全国で展開されることになる。これは、当時の日本のキリスト教界を巻き込んだ運動になる。
5月26日に横浜の青年会館で春の予言大会の最後の集会を持った。「日出ずる国より昇る天使」という題で、再臨における日本国民の使命について解いた。続いて、平出慶一と内村鑑三が講演をした。
横浜の講演を終えると、下関に行き、新羅丸に乗り、28日釜山に行って、3日間伝道集会を持った。その後、京城に行き東洋宣教会の聖書学院で講演をした。その後、撫順に行き6日間の集会をした。翌日大連に行き、再臨問題を語り合い、日本基督教会で説教して、23日ハルピン丸に乗り、27日に帰京する。
中田が朝鮮半島と満州を旅行している間に、本郷教会では主催者海老名弾正らによって再臨運動の反対運動が起きた。メソジストの今井三郎や聖公会の杉浦貞二郎らが弁士として反対論を展開した。
反対運動にもかかわらず、7月26日より31日まで、箱根で修養会を開催した。中田と、内村鑑三、秋山由五郎、車田秋次、平出慶一らが再臨の講演を行った。
その後、中田は羽後と金井為一郎と一緒に、松島の修養会の講師をしに出かけた。帰途の車中で山室軍平と一緒になり語り合った。そして、羽後をつれて大阪に行き、基督教同志聖交会の再臨のための聖潔を説く団体の講演をした。
1919年になっても再臨運動は続けられたが、6月になって、中田たちが他教会を攻撃したという理由で、青年会館から使用を断られた

#### 大正八年後半の伝道旅行
1919年（大正8年）7月、再臨運動が収束すると、千葉県佐倉市や大阪に行った後、8月に妻あやめを同伴して北海道旅行を試みた。仙台教会(日本基督教団仙台青葉荘教会)で説教した後、あやめの故郷の遠田郡沼部村小塩村(現、宮城県大崎市)で、あやめの父と一緒に、前年死去したあやめ母の遺骨の埋葬と石碑を建てた。
その後に小樽、室蘭、弘前、小坂に行った。また、9月には岐阜県飛騨高山の公会堂で説教をして、北陸を通り帰京した。10月には、姫路の山陽集会で、トーレーと一緒に講演をした。息子の中田羽後はトーレーと一緒に渡米してロサンゼルスで学ぶことになった。トーレー帰国後は中田が説教をした。その後、京都と呉に行き、11月には唐津、赤穂、神戸、熊内の教会を巡回した。
その後、関西に向かい12月1日に青木澄十郎の司会で神戸イエス・キリスト教会(現、日本基督教団主恩教会)で説教した。その後、福岡の九州学院で講演し、長崎では米田豊に再会して、東山学院や日本基督教会で説教をした。その後、奈良、岡山、丸亀、伊勢、津に寄って帰京した。

#### 大正のリバイバル

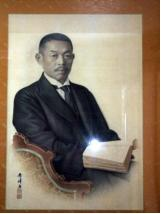
大正時代のリバイバリスト柘植不知人

再臨思想の高揚の中で、1919年（大正8年）11月17日夜に、秋山由五郎、柘植不知人、小原十三司、鈴木仙之助らが中心になった淀橋教会の徹夜祈祷会がきっかけになり、第一回目の大正中期のホーリネス・リバイバルが起きる。彼らは信州飯田の教会の集会のために祈った。すると、全員が激しい喜びと感動に包まれた。一向は飯田で4日間の祈り会を行いリバイバルを起こし、さらに11月23日東京に戻り淀橋教会で集会を続行した。
関西に出張していた中田重治は、すぐに東京に戻り集会を指導した。11月28日には聖別会が開かれ、11月30日の礼拝はペンテコステ的な熱狂的な光景になった。この熱狂は翌年も続き、翌1920年（大正9年）3月26日から30日まで、東京聖書学院で、秋山由五郎、御牧碩太郎、中田重治らが発起人になって、超教派の日本全国リバイバル集会が持たれた。
このリバイバル運動の結果ホーリネス教会は急激に成長した。その後、全国各地でリバイバル大会が開かれ、リバイバルの雰囲気はホーリネス教会の標準的なスタイルになっていった。

#### 米国旅行 (第3度目の世界旅行)
1920年（大正9年）9月22日春洋丸で横浜港を出航した。10月1日ホノルルに到着した。伝道地ワイパフに寄った後に、北アメリカに向かって出航する。10月8日にはサンフランシスコに到着した。24年前に聖化を受けた時のきっかになった「聖潔と力」の著者ヒルスにパサデナ大学(現、ポイント・ローマ・ナザレン大学)で会った。
10月20日により4日間、ロサンジェルスの日本人教会で説教した。伝道集会で回心した人々によって、北米ホーリネス教会がカリホルニア州のサンノレンゾ(San Lorenzo)に建設される。

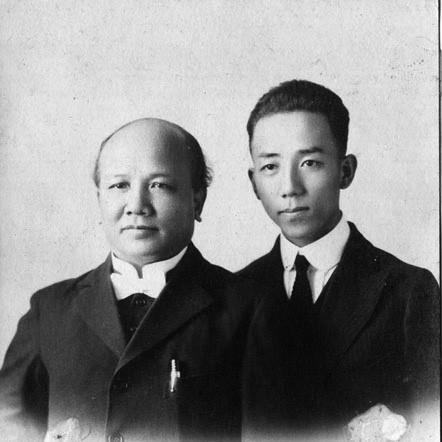
中田重治・羽後親子

1921年（大正10年）4月に中田重治と共にシカゴに行くためにロサンジェルスを離れた後は、中田羽後が彼らを導く。さらに、東海岸に行き途中、ニューヨークに寄り、メソジスト教会の監督平岩愃保と面会した。その後、フィラデルフィアに行き、ワシントンD.C.により、ノースカロライナ州フェアモントで説教した後、フロリダ州に行ってマイアミで休息した。その後、カリフォルニア州に戻る。
1921年9月、中田重治と羽後は、カリフォルニア州の北米ホーリネス教会の最初の洗礼式に立ち会ったのち、共に帰国する。
1921年上州の草津に行った時は、三上千代が出迎えた。

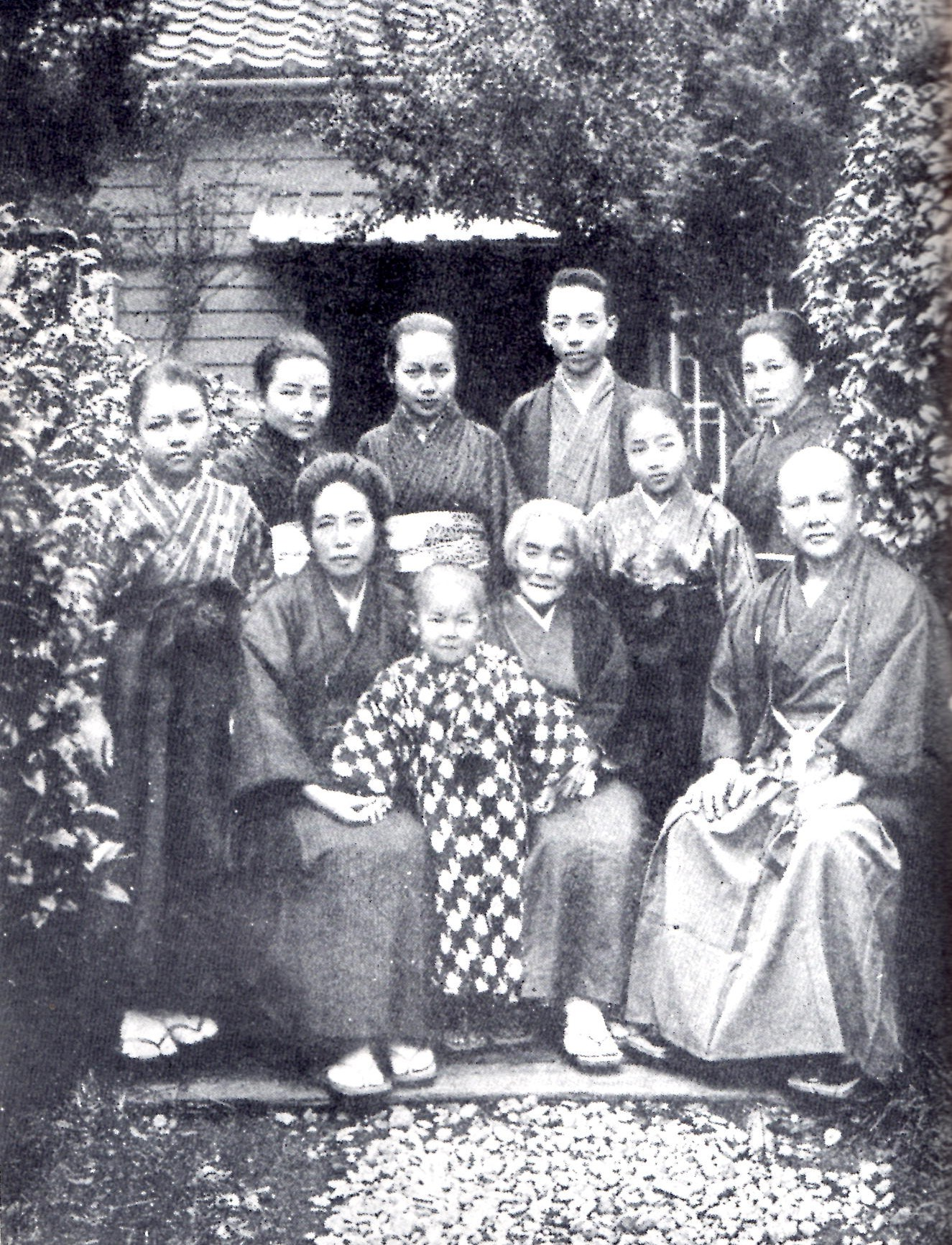
1922年頃の中田家、前列左より１人目は後妻中田あやめ

#### 大正十一年の伝道旅行
1922年（大正11年）の新年福音宣伝大会で、神田美土代町の青年会館で秋山由五郎と共に説教した。これは、「基督教攻勢運動」と名づけられた。5万枚のチラシと、1万本の三角小旗をと1000円くらいの経費を使って大規模な伝道を展開した。羽後は音楽の指導をした。
5月1日より5日まで、日本全国リバイバル大会の最中に、中田は虫垂炎に苦しんだ。5月30日より、鳥取、米子、松江、神戸、唐津、島原、宮崎天幕集会、鹿児島、福岡、別府、門司などの巡回伝道した。島原から船に乗ったときに、腎臓結石に苦しんだ。
8月2日から、9月9日まで、聖書学院で夏期講習会を開いたが、この期間中に、中田は心嚢炎にかかったが、神癒によって癒された。
9月中旬から朝鮮満州旅行に出かけた。9月14日に下関から出発して、慶南の普州市に滞在して、その後全南光州に行き、大田、京城（ソウル市）に行き、京城の新築の聖書学院で語った。
田中真三郎と共に、朝鮮総督府を訪問して、らい病人の救済についての助言を頂いた。 21日には奉天に行き、滞在中3回の集会をした。そして、撫順で4回の集会をして、朝鮮に戻り、光州で3回の集会をした。光州では、らい病院の患者を慰問した。

#### 正式な監督就任
1922年（大正11年）10月2日より6日まで、柏木聖書学院で開かれたホーリネス年会で、議長に選出された。監督を設けることが決定され、監督の投票が行われ中田が正式に初代監督に就任した。就任すると中田は監督は終身ではなく5年に一度改選されるものであると語った。
続いて北海道の小樽の献堂式と特別集会に、さらに、名古屋、大垣、鹿児島、奄美大島の喜界ヶ島、大島の名瀬、12月には沖縄に渡り那覇市に行った。この旅行で「冬でも蚊のいる国」という一文を書いた。

#### 大正十二年の伝道旅行
1923年（大正12年）2月5日都田恒太郎の要請により、羽後と共に青山学院で中学部の学生に説教した。4月11日から6日間連合的なリバイバル大会を開き、外部からは日本組合基督教会の大阪天満教会の武本喜代蔵が説教に来た。その後、5月は上州草津明星団や信州各地、5月11日には中国地方と近畿地方に巡回、6月、中田重治は東北、北海道伝道に出た。旭川、十勝、釧路、美幌、そして網走から札幌へ回った。
北海道でアイヌ人伝道者江賀寅三に会った。6月には疲労で腸チブスに似た病気にかかるが、神癒により癒されて、7月13日より東北と北陸地方に巡回した。
この頃、中田は幸田露伴を尋ねて語り合った。幸田家でコドモ会が時折開かれるようになり、子供伝道が行われた。

#### 全国教派聖書大会

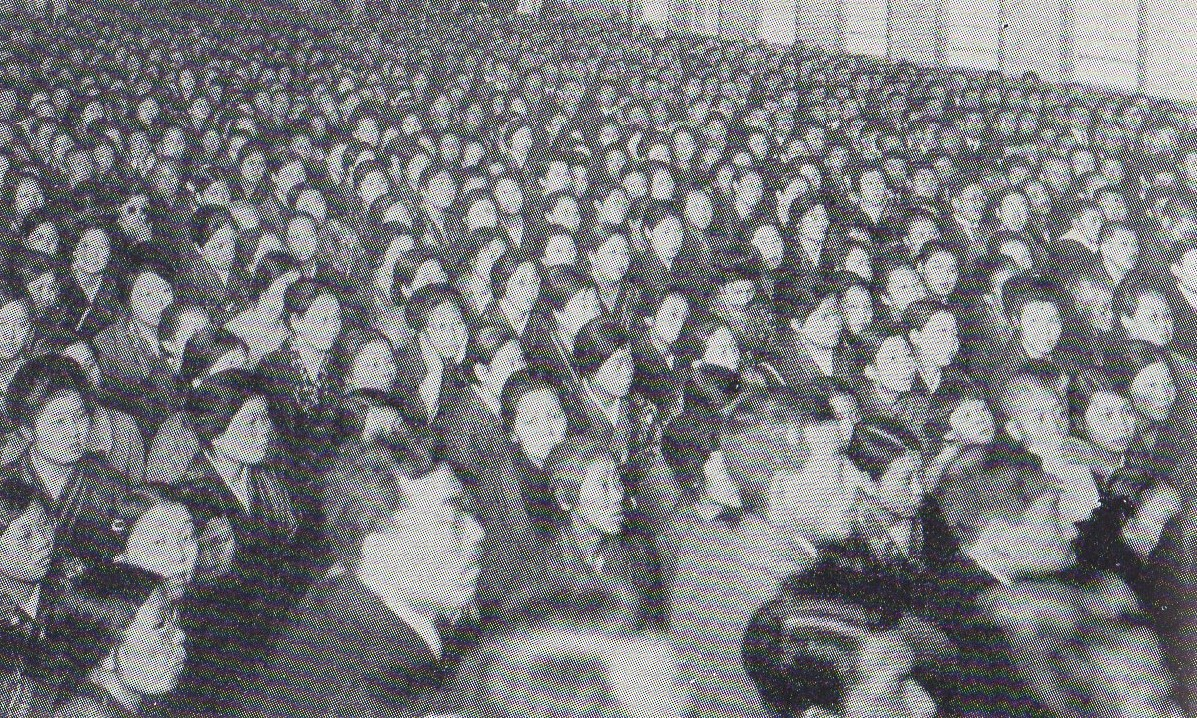
聖書学院内での集会(1923年頃)

1923年（大正12年）に聖書学院で夏期聖書講習会が開かれた。その直後、24日より、箱根で「全国教派聖書大会」が開かれた。これは、聖書信仰の同士が結束するための運動であり、「聖書に帰れ」をスローガンにした。発起人には、聖公会ジョン・バチェラーらの宣教師や、日本基督教会の日匹信亮,亀谷凌雲、メソジストの釘宮辰生など超教派で、中田は、金森通倫、木村清松、平出慶一、一宮政吉らと共に実行委員を務めた。中田はこの時「誤謬の原因」という講演をした。それは、後に、「聖書信仰の叫び」という題で出版された。

#### 関東大震災
1923年9月1日関東大震災に被災する。ホーリネス教会は、神田、浅草、本所、下谷の四教会と深川伝道所、横浜教会と、北条教会が失われた。
柏木聖書学院は屋根瓦が取れたり、壁が破れたりした程度の被害だった。また、中田の自宅は倒壊をまぬかれた。柏木聖書学院はクリスチャンの罹災者の避難所となり、50名の男女が寄宿した。また、学院の寄宿舎も解放された。中田は救護運動のために大車輪を用い、自ら罹災者を訪問した。
中田は、この震災を通して、東京市の道徳的堕落についての罰であるが、神は恩恵によって怒りをとどめられたのだから、悔い改めて神に立ち返るべきであると思った。また、被害が江東方面に大きく、その地方は伝道が遅れていたので信仰を持たずになくなった罹災者がいたであろうことを悔やみ、下町の霊魂のために教会は謙虚に真摯な態度で立ち上がるべきだと思った。
罹災者たちは聖書学院に避難して来た時、中田を見て「ハレルヤ、ハレルヤ」と言い、中田も「ハレルヤ、ハレルヤ」と連呼した。

#### ブラジルの日系人伝道
1926年（大正15年）、ホーリネス教会で台湾の在留邦人伝道とブラジルでの日系人伝道が本格的に開始された。中田は植民地の邦人伝道を外国人伝道の踏み石として考えて、満州、朝鮮、台湾の伝道を推し進めた。
1927年（昭和2年）、金森通倫が救世軍を離れ、ホーリネス教会に関わり、「百万救霊運動」を提唱した。中田もその運動をホーリネス教会をあげて協力した。ホーリネス教会の第二回総会が開かれた、この総会の中で「我が、ホーリネス教会は極力百万救霊の完成を期す」との、金森通倫の決議が採択された。

#### 第2代監督就任
1927年（昭和2年）9月9日より12日まで、日本ホーリネス教会の第二総会が淀橋教会で行われた。中田が議長を務め、三日目に監督選挙が行われ、中田が49票を獲得し、第2代監督に再選した。その総会で、中田は金森通倫を紹介して、百万救霊運動を決議可決した。

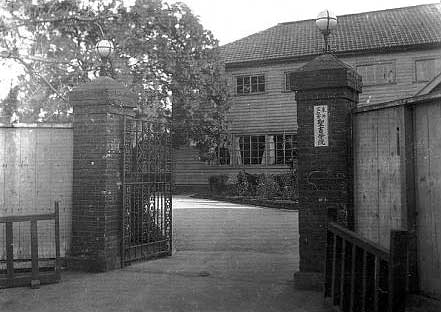
昭和期のリバイバルが起こった柏木時代の聖書学院の正門

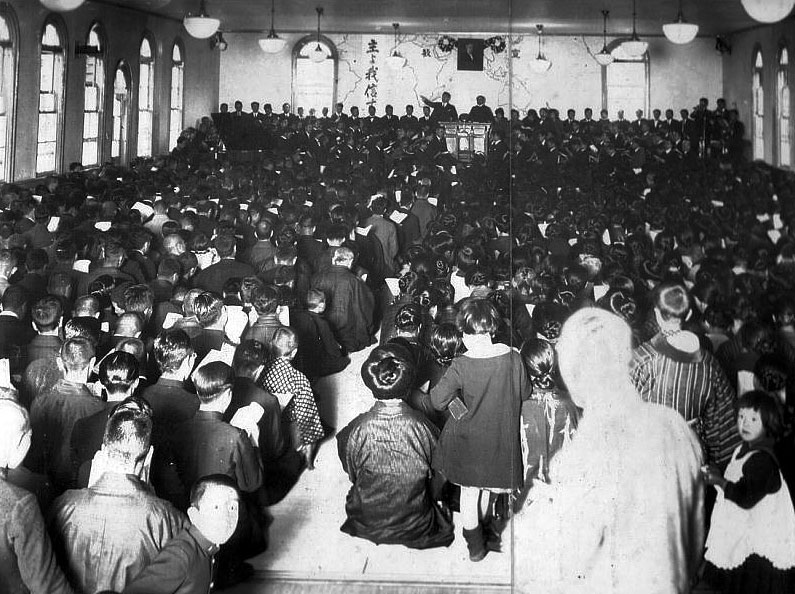
聖書学院で行われたホーリネスのリバイバル宣教大会、1928年

#### 豪州旅行 (第4回目の世界旅行)
第二総会後に中田は豪州とニュージーランドを訪問した。以前、聖書学院に止宿させたマオリ人からの招待であった。
1927年（昭和2年）11月18日に長崎港より三島丸に乗り出航した。一時、香港に寄港する。
さらに南下し、12月1日についに始めて赤道を通過して、12月12日には豪州シドニーに着いた。さらに、12月16日にニュージーランドに向けて出航して、12月20日にウェリントンに着いた。マオリ人のラタナの住む村で、マオリ人メソジストの総理ハッドンに面会した。
12月28日より1月2日にケンブリッジのキャンプ集会で説教をした。その後で、オークランド、マタマタ、ウェリントンに寄った。シドニーで2月22日母千代の死去の知らせの電報を受け、3月27日には帰国途上、シンガポールで中田羽後夫妻に会った。シンガポールから宮崎丸に乗り、香港、上海を経由して帰国した。

### 日本ホーリネス教会時代(1928-1933)

#### 東洋宣教会からの自立
1928年（昭和3年）4月にホーリネス教会第10年会が開かれて、ホーリネス教会は東洋宣教会から経済的に自立することになり、日本ホーリネス教会と称するようになる。そして、5月1日をホーリネス自給記念日と定め、東洋宣教会から援助をやめて自給すること月給制の全廃を満場一致で可決した。
毎年5月1日をホーリネス教会の自給記念日と定めることになった。中田は月額200円の監督給も断り、生徒と一緒に食事とするようになった。ここに、東洋ホーリネス教会は東洋宣教会(OMS)から完全に独立し、正式名称日本ホーリネス教会と称するようになる。

#### 金森通倫の加入

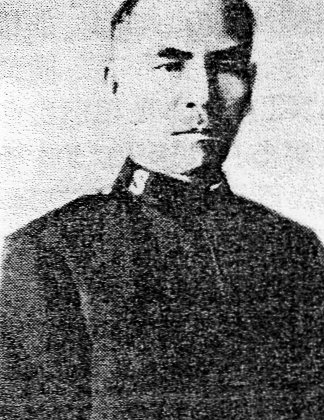
救世軍時代の軍服姿の金森通倫

また、熊本バンドの金森通倫が聖書学院の名誉教授に任命され、牧師は福音使と呼ばれるようになった。更に、5月14日の機関誌で教会を、いつでも祈りがささげられるように祈りの家と改称するように命じた。1928年金森通倫が、救世軍を脱退して、ホーリネス教会に入会する。以後、金森は、中田重治の絶大な信頼の元に、ホーリネス教会の重要な働きを行う。
1928年（昭和3年）6月23日に物部赳夫に続いて田村耕二がブラジルに宣教師として出発した。7月25日より30日まで箱根リバイバル聖会を初めとして、青森県大鍔の奥羽リバイバル聖会、六甲山の関西リバイバル聖会、さらに九州リバイバル聖会で説教した。

#### 台湾・北日本の旅

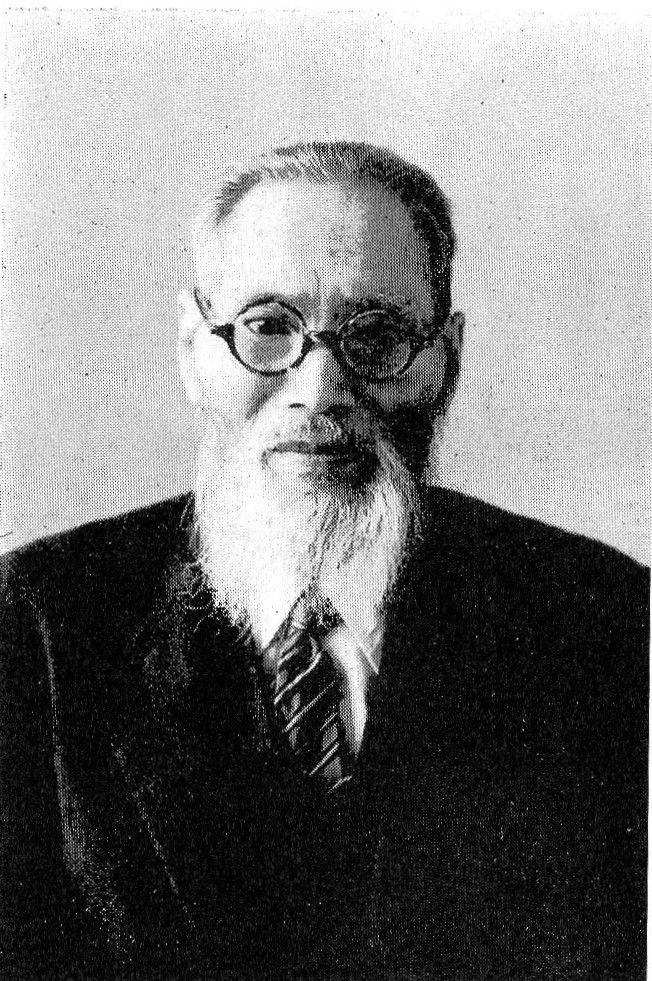
台湾で活躍した宣教師井上伊之助

1928年（昭和3年）中田は中田羽後と金森通倫と共に台湾の井上伊之助を訪問して、各地を回り、台湾、高雄にも行った。9月7日に帰国した。10月には、北に向かって出発して、水戸、日立鉱山、仙台、一ノ関、函館、小樽、札幌、旭川、釧路、野付牛、美幌、網走を回り、大泊で昭和天皇の御大典祝典の集会をし、そこで日本メソジスト教会の牧師吉崎俊雄に会った。11月16日に帰京した。
12月4日の中田あやめの妹今井梅代が死去する。保坂一（武蔵）と繁を引き取ることになった。12月7日より、大阪の関西リバイバル聖会に金森と一緒に出席して、鳥取、中国地方を回って12月22日に帰京する。
1929年（昭和4年）1月29日の宗教法案反対の信徒大会が青山会館で開かれて、中田と金森と綱島佳吉、富永徳磨と共に講演した。12日5日に後に、中田の四女豊と結婚する岡本吾市がアメリカより帰国した。

#### 東洋宣教会の理事

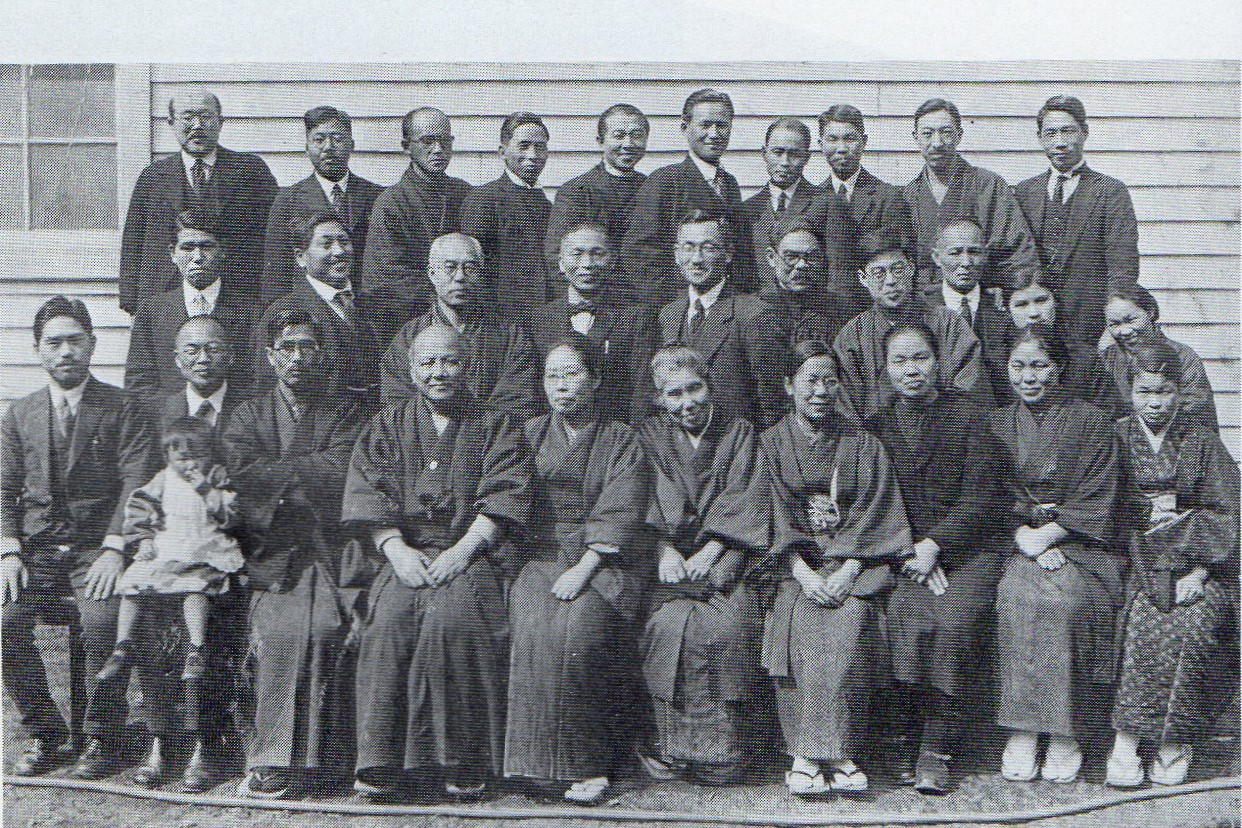
聖書学院教役者会、中田は前列左から4人目

1929年（昭和4年）3月23日より、聖書学院でホーリネス大会が開かれて、中田と金森とレテー・カウマンが説教した。その年会で東洋宣教会の理事会に加わることになり、中田が公式に創立者の一人として認められた。また、教職の試験を撤廃することになった。
そこで、宗教法案反対の日本基督教会の日匹信亮がきたので宗教法案に共に反対することを宣言した。そして、東洋宣教会ホーリネス教会財団法人を組織することになり、東洋宣教会の淀橋区柏木と牛込区の財産をホーリネス教会に譲渡することが決まった。その年会で中田あやめが按手礼を受け、正式に日本ホーリネス教会の教職になる。

#### ブラジル・イギリス・アメリカ旅行（第5回目の世界旅行）

##### ブラジル旅行
1929年（昭和4年）3月28日に、中田重治は湯浅十郎（湯浅八郎の弟）一家と共にブラジル、イギリス、アメリカへ外遊に出発する。3月31日門司を出発して、4月4日には香港に寄り、九竜で説教をして、シンガポールに行き、4月8日ダーハンに行き説教をする。23年ぶりにムーディー聖書学院の同窓生リングランドとジョルダンという婦人に会った。
5月12日にポート・エリザベスに着いて、15日にはケープタウンに到着して、２９日にブラジルのサントスに着いた。サンパウロの物部赳夫の教会とウニーダの長老教会で説教をした。アラサッパよりルサンビアに行き、ホッカワ、プレジデント、ウェンセスラウ、カンバラを経てサンパウロに戻り、5月27日にマッケンジー大学で説教した。7月1日ワシントン・ルイス大統領に面会した。7月3日リオデジャネイロを出発して、大西洋を渡り17日にリスボンに寄港する。

##### イギリス旅行
20日にリバプールに到着すると、ジャクソンとい人物に出迎えられた。ボルケンヘッドへ行き、ドライスデール聖書学院に止宿して、ドライスデールのインマヌエル教会で説教した。レテー・カウマンたちが同行した。

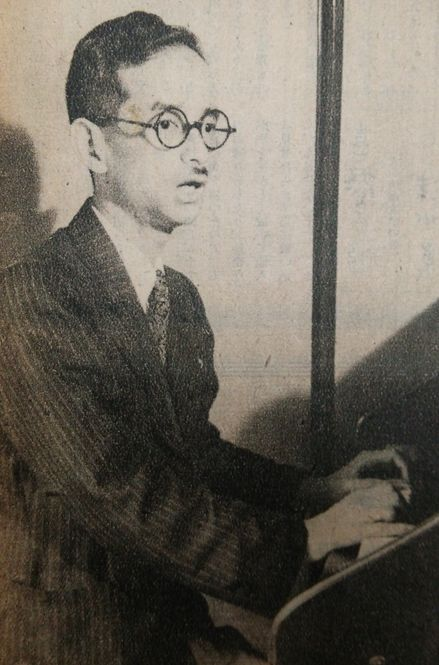
蔦田二雄(1947年)

ロンドンではバークレー・バックストンに会おうと思ったが留守で会うことができず、バーンマウスの日本伝道隊の修養会に行き、バックストンとバゼット・ウィルクスに再会した。ブラジルではホーリネス日本人教会を訪問する。中田は五週間滞在して説教をして教会を励ました。
ロンドン大学在学中の蔦田二雄と共にドンカスターとサンダランドに行った。9月9日ロンドンのウェスレアン派のサウスウールのキングス・ホールで説教した。その時に「日本のウェスレー」と広告された。

##### アメリカ旅行
大西洋を渡り、9月17日にニューヨークに行き、21日ビンガムトンに行った。翌日、シンシナタ聖書学校へ行った。アズベリー大学へ行き、竹田俊造の息子に会った。また土屋顕一という哲学博士に会った。後にテーラー大学(Taylor University)で説教して、更に、シカゴに行き、ムーディー聖書学院(エバンジェリスティック・インスチチュート)に宿泊した。
そして、10月中旬までバークレー、モデスト、サクラメントを通り、カリフォルニア州のポイント・ローマ・ナザレン大学(Point Loma Nazarene University)で説教した。続いて、サンディエゴに行き二夜聖会を持ち、23日はペニエル伝道館で、そしてハンターの聖書学校でも説教をした。24日サンピドロ(San Pedro)よりマニラ丸で、小原十三司が同船しつつ日本への帰国の途に就いた。

##### 帰国
11月12日に横浜に到着した。12月20日より、淀橋教会で第15回淀橋聖会が開かれた。中田は金森通倫と御牧碩太郎と一緒に説教した。「日本のホーリネス人の世界的使命」という内容で語った。最後の晩に「四重の福音」という自作の讃美歌を歌った。
12月に四重の福音大会が開かれ、1930年4月1日に筆記されたものが出版された。

#### 昭和初期のリバイバル

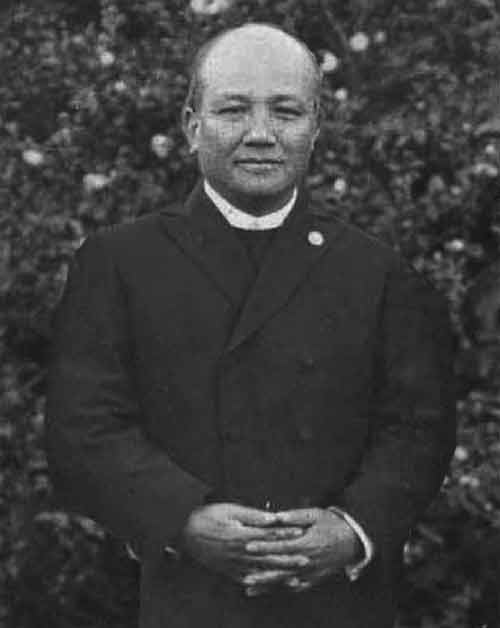
中田重治監督

1930年（昭和5年）1月1日に青年会館で聖書信仰会の説教をし、2月5日より7日まで上諏訪聖会に行った。1930年2月の総選挙で『教職者の落選を祈れ』と言った。
2月5日から9日まで、神田教会で開教三十周年記念伝道会が開かれた。2月14日より、18日まで弘前で新年聖会に出席した。4月1日から、ホーリネス大会が開かれ、土山鉄次が講師をした。
日比谷公会堂で東洋宣教会開教三十年記念伝道会として「ただ信ぜよ大会」が開かれた。銀座、丸の内を三つのグループが路傍行軍した。

##### 朝鮮・満州の旅
4月27日から、中田は朝鮮満州地方へ旅行に行き、川端京五郎が同行した。5月8日水原の公会堂で説教した。ここは、乗松雅休がいたところであった。京城に行き、12日公会堂で説教した。森五郎の婦人の実家である本町警察署長の小松家で止宿した。
13日朝安東へ行き、神社参拝を拒否した女学生の停学問題のために論じた。15日奉天に行き、17日撫順に行き、19日は遼陽に行き、20日は大連に行った。満州で牧場を経営していた勝俣の家に泊まった。南満州鉄道の大倉理事を訪問して女学生停学問題について話し合った。
5月19日、新宿の柏木にあった聖書学院で2回目の昭和初期のホーリネス・リバイバルが起こる。大連にいた中田は連絡を受けて、5月25日に東京に戻った。
中田が帰国したら、30日から6月7日まで、東京市内外の教会でリバイバル祈祷会が持たれた。6月8日ペンテコステ大会が聖書学院で開かれて、英国、米国、ロシア、南洋、ブラジル、台湾、朝鮮、高砂族、アイヌの修養生が証した。中田は説教をしたが、聖霊のリバイバルは悪魔のリバイバルであることも危惧して、雑誌に一文を載せて警告した。

#### 神社問題
1930年（昭和5年）の日本ホーリネス教会の年会で、「神社問題に対する建議案」が上程された。それによると、年会は、「神社」を一つの宗教として見なすということであった。
中田はその後、機関紙に「神社問題に関する進言」を公開状として発表した。また、「信仰自由問題」なる一文を発表して、この神社問題を論じた。
1928年（昭和3年）東京府立第四中学校で、ホーリネス教会の幹部の息子が神社参拝を拒否したという理由で退学を要求された。三年間の教師との戦いにより、生徒は神経衰弱になり、無期限休学することになり、ついには退学することになった。

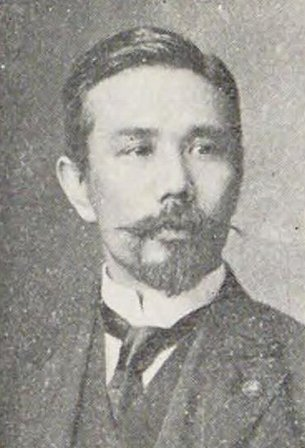
クリスチャン政治家の田川大吉郎

神社問題のために、中田は6月13日小原十三司らと共に、民政党の有力者を訪れた。また、田川大吉郎と共に、拓務省、外務省を訪れて訴えかけた。
この時期、地方の公立学校ではこのような問題が度々起き始め、クリスチャン教職員らが免職される事件が起こった。中田はこれらに対して、「軍事教練は賛成だが神社参拝は反対」という論評を発表した。

#### 台湾旅行
1931年（昭和6年）12月2日に、中田は吉川稔を同伴して台湾に向けて出発した。神戸で集会をした後に、門司港から海路で、基隆に付き、台北に行き、ラジオで「植民地の宗教」と題する放送をした。大稲程台湾人教会で説教して、12月7日から北投温泉で教役者会をした頃から激しい神経痛を覚えて台南から引き返し、桑扶丸で門司を経て東京に帰った。

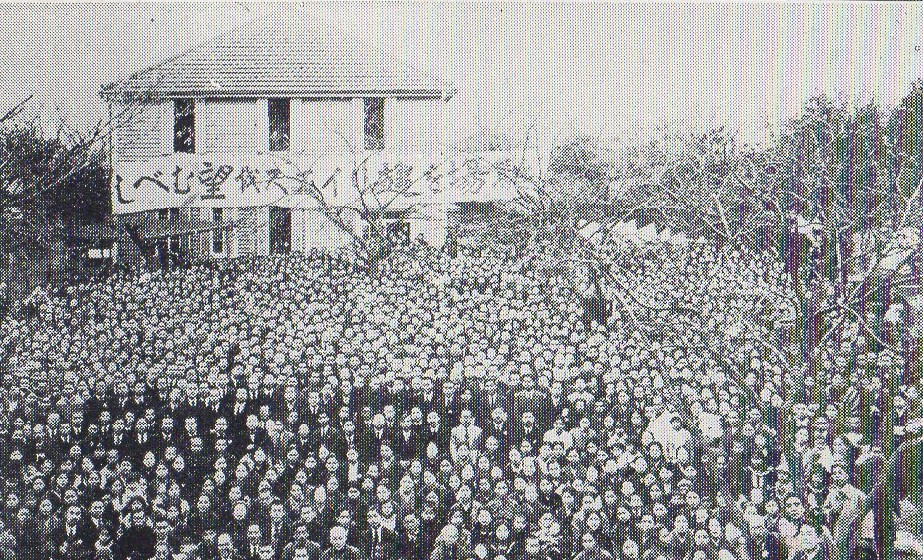
日本ホーリネス教会のリバイバル大会(1932年)

1932年（昭和7年）になってもあまり旅行はできなくなり、静養した。検査を受けて、胆石病であると判明した。その後、中田は「難病よりいやさる」との文を発表して、トラホーム、肺膿よう、赤痢、リューマチ、動脈硬化、肋間神経痛、食道瘤より癒されたことを証した。2月10日の聖別会では説教できるまでになった。

### 分裂(1933-1936)

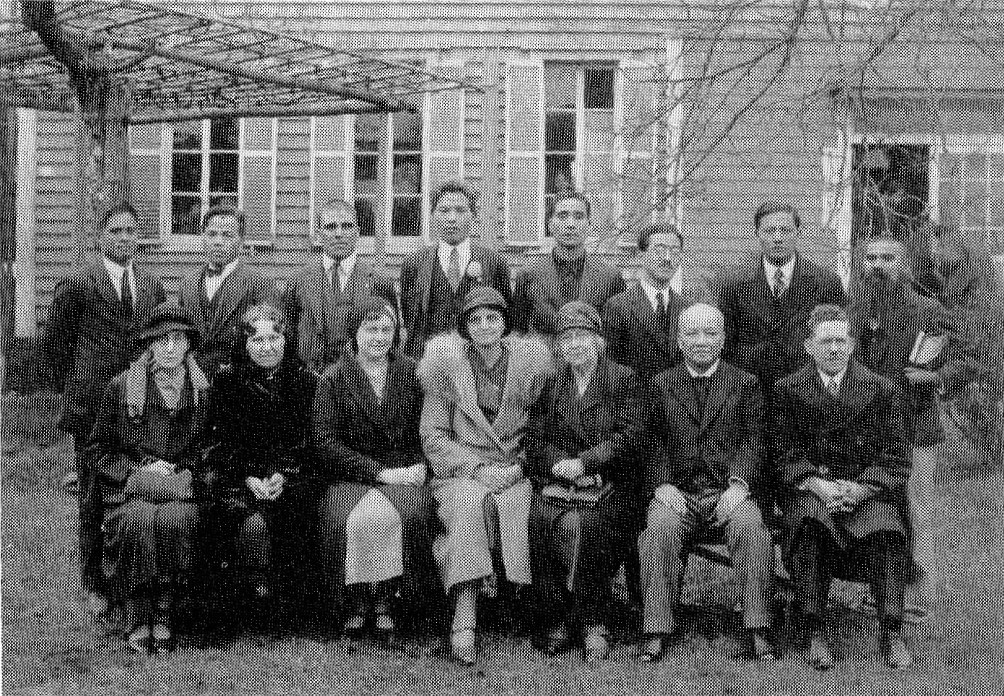
1932年頃の中田と柏木聖書学院の教師陣

1932年（昭和7年）日本基督浅草教会の牧師永井直治が私訳の新約聖書を出版した。その時、中田はその聖書の普及のために、日本聖書会社を設立する。

#### 日ユ同祖論
1932年11月に、淀橋教会で「聖書より見たる日本」という聖書解釈の連続講演を行う。その中で、中田は教職は個人伝道や教会形成をすることよりも、キリストの再臨とユダヤ民族の回復のための祈りが優先事項である主張した。この中田の主張を受け入れる教職、信徒もいたが、米田豊ら五教授たちは批判的であった。
1933年（昭和8年）1月に聖書信仰連盟が大阪の自由メソヂスト神学校(現、大阪キリスト教短期大学)で設立され、中田が理事長に選ばれた。しかし、この年の秋に起きたホーリネス分裂事件の混乱で、実質的な働きをすることなく消滅する。
1933年4月に、中田は昭和天皇から観桜会に招待されて、夫婦で参加している。

#### 臨時総会-監督解職

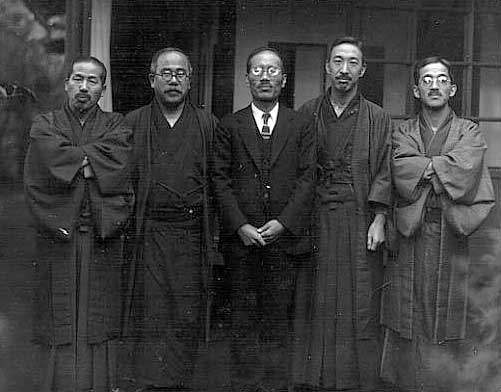
委員会のメンバー（左から、米田豊、一宮政吉、菅野鋭、小原十三司、車田秋次）

中田は1933年9月22日、聖書学院の五教授（車田秋次、米田豊、小原十三司、一宮政吉、土屋顕一）に日本ホーリネス教会の運営方針を伝道中心ではなく、キリストの再臨とユダヤ民族の回復のための祈りに専念すべきという、自分の方針に従って聖書学院で教えるように要求する書簡を送った。
中田の要求に対して、聖書学院の教授は、従来のホーリススの伝統的教理を否定するものとして拒否した。さらに、教授たちは事の是非を問うために、臨時総会を招集した。中田は招集を最初は認めたが、後にこれを取り消し、臨時総会を非合法と見なし、10月19日付けで、車田、小原、一宮、土屋を解任した。
25日に淀橋教会で開催された臨時総会が開かれ、10月26日に中田の監督解職案が上程された。採決の結果、ほとんど全会一致で決議された。監督解職に伴い、それに代わる運営体制として、監督の代行としての委員会制度を設け、選挙により委員会として、車田秋次、米田豊、小原十三司、一宮政吉、菅野鋭が選出された。

#### 民事訴訟

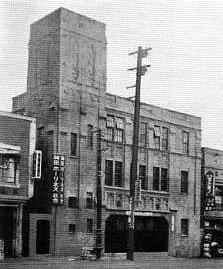
ホーリネス神田教会

最初中田は決定に従い、信仰上の理由で分かれることになった。中田の主張に賛成する者も半数ほどいたので、ここで中田側と委員会側に、日本ホーリネス教会は分裂することになった。

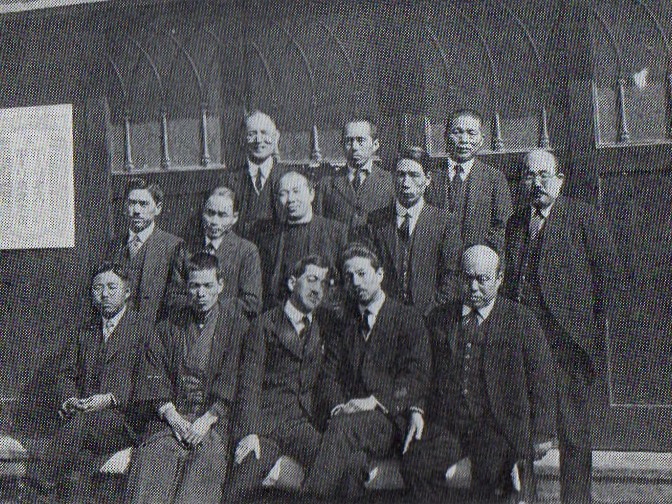
車田秋次ら教職者のホーリネス神田教会玄関での集合写真

しかし、後に中田は臨時総会の合法性を否定し、監督解職の方法は間違いであると主張し、メソジストの監督審判法で自分の立場を弁明した。11月2日号の機関紙で、臨時総会の非合法性を訴えたが、訴訟のための法的手続きは採らず、中田側はこの件に関して沈黙する声明を発した。しかし、後に中田はこの総会を法的に無効とするための民事訴訟を起こした。こうして、両者の対立は収集困難になり、神田教会の所属をめぐる両者の争いは新聞にも取り上げられる。

#### 和協分離
中田が起こした臨時総会の決議を無効とする民事訴訟の告訴に対し、1934年（昭和9年）4月24日東京地方裁判所で、臨時総会の構成について取り調べが行われた。この事態を憂慮した阿部義宗らメソジスト教会の指導者や松山常次郎らクリスチャン政治家らの仲介により、翌年1935年（昭和10年）3月5日に東京地方裁判所において、赤木判事を中心として、和解談が始まった。結論として、双方より三名の委員(和協委員)を選び、和解案を出す事になった。

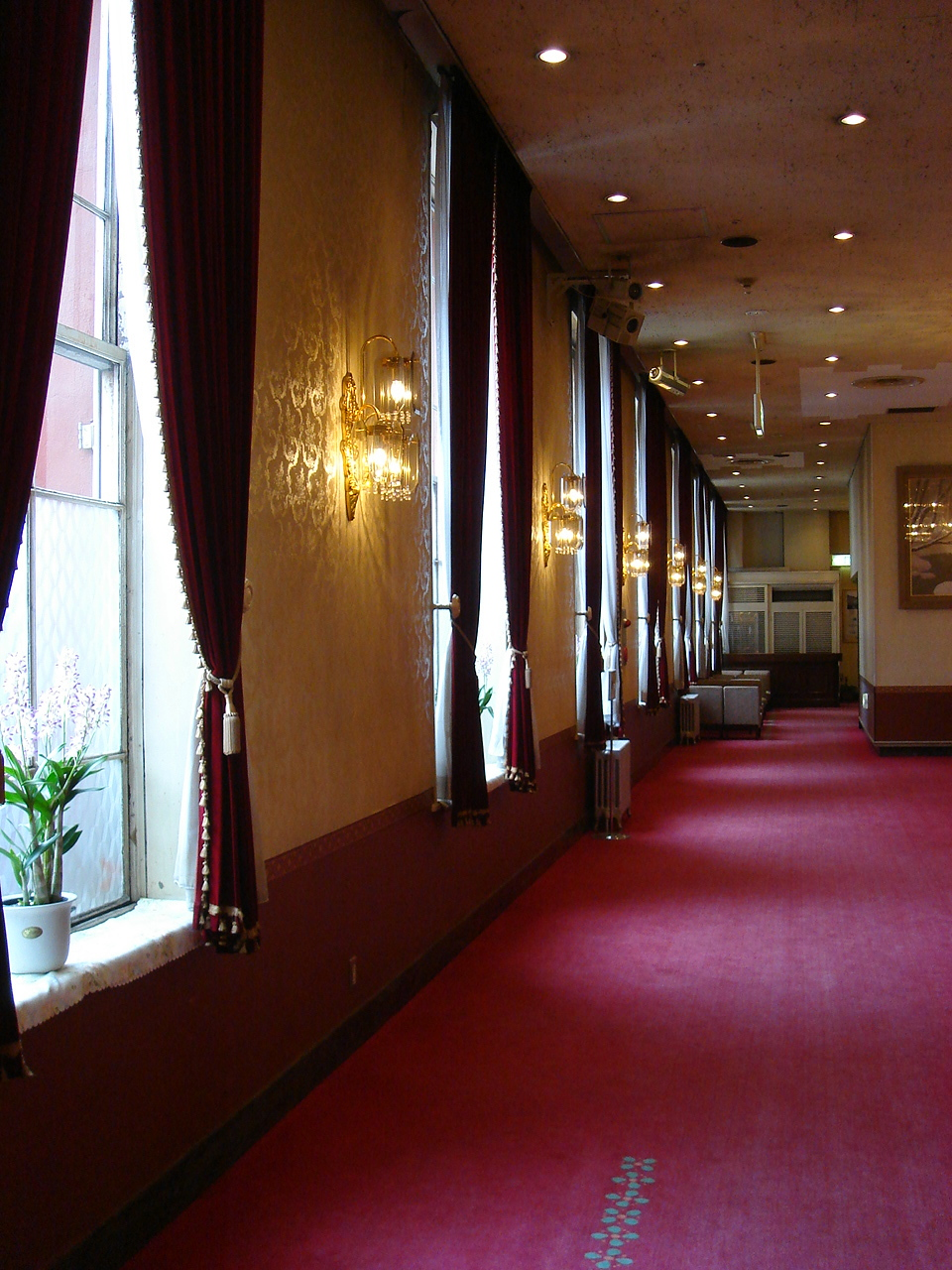
和協午餐会が開催された鉄道ホテルの内部

1936年（昭和11年）11月28日正午、東京駅の鉄道ホテルで和協午餐会を開き、日本ホーリネス教団の和協分離が決定された。これにより、両者は法的に和解し、中田派は『きよめ教会』と名乗り、5教授派は車田秋次を指導者として『日本聖教会』と名乗ることになった。
1936年12月21日青山学院神学部講堂で和協委員の主催の元に和協報告感謝会が開かれた。

#### きよめ教会発足

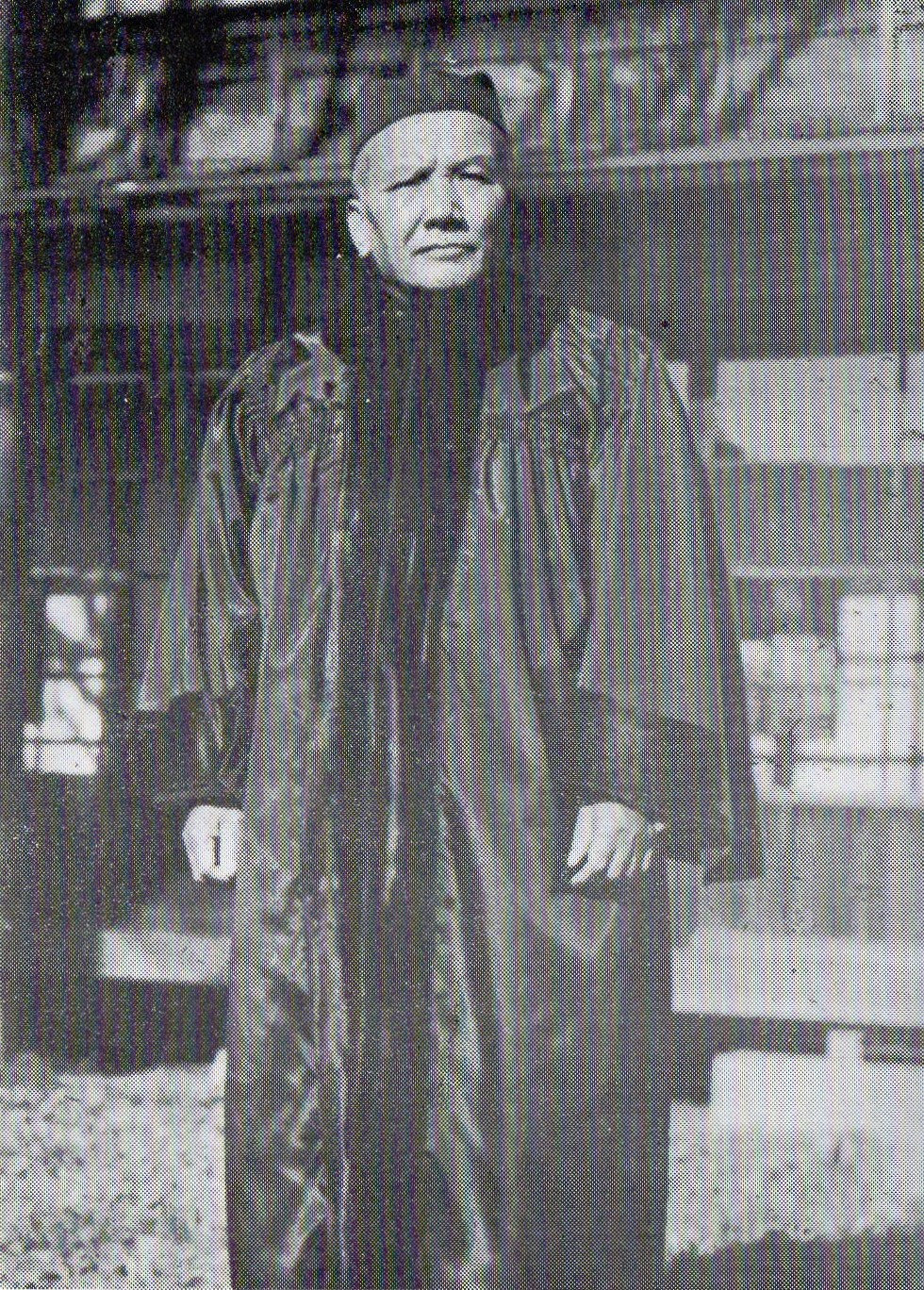
きよめ教会監督に就任した中田(1936年)

1936年（昭和11年）12月25日のクリスマスに、きよめ教会と日本聖教会が正式に発足した。
この日がきよめ教会の創立記念日である。きよめ教会は四か条の会則を設けることになる。その結果総会はなくなり、監督は終身職になる。後継者も監督が任命すると規定された。

### 晩年（1937-1939）

#### 終身監督就任
1937年（昭和12年）になり、きよめ教会の終身監督になった中田は新しき天新しき地という題の文章を機関紙新年号に載せた。新年の指針を「堅信抗魔」であるとして、その題を5回使用して語った。そして、監督令を発し、純監督政治を方針として、自らきよめ教会の終身監督になることを1月7日号の機関紙で宣言した。
きよめ教会の全国きよめ大会が、1937年4月1日より4日まで、聖書学院で開催された。この場で終身監督が確認され、倍増計画が徹底が要求された。
4月11日午後、満州人基督教各派牧師13名が、聖書学院を訪れて、開会中の聖別会に列席した。中田は彼らと語り、日本と満州が提携してリバイバルのために乗り出さなければと力説した。
6月25日に聖書学院の納屋より放火により出火して、監督局の3分の1が焼失した。

#### 日中戦争
1937年7月7日北支事変(日中戦争)が勃発した。文部省よりの通達に即して、中田は全国の福音使宛てに通達を発して、慰問袋を送るように命じた。慰問袋は7月中に4000個を突破した。7月上旬より、中田は体調を崩し藤沢鵠治の中岡に移り静養した。
9月5日に、中田は東京に戻り、学院教会で「殉国と殉教」と題して説教し、愛国心を強調した。この頃から、中田は、国家主義的、愛国主義的な論説を書くようになった。10月13日の国民精神総動員強調週間には、毎日祈祷会を開けと命じた。さらに、11月3日には、宮城遥拝と祈祷会を開けと命じた。10月27日の中田の誕生日に日本軍の上海郊外の大場鎮(上海市宝山区大場)を陥落させたことを喜んだ。
1938年（昭和13年）2月11日の紀元節祝典には慰問袋献納式を聖書学院で行った。

#### 代委員選出

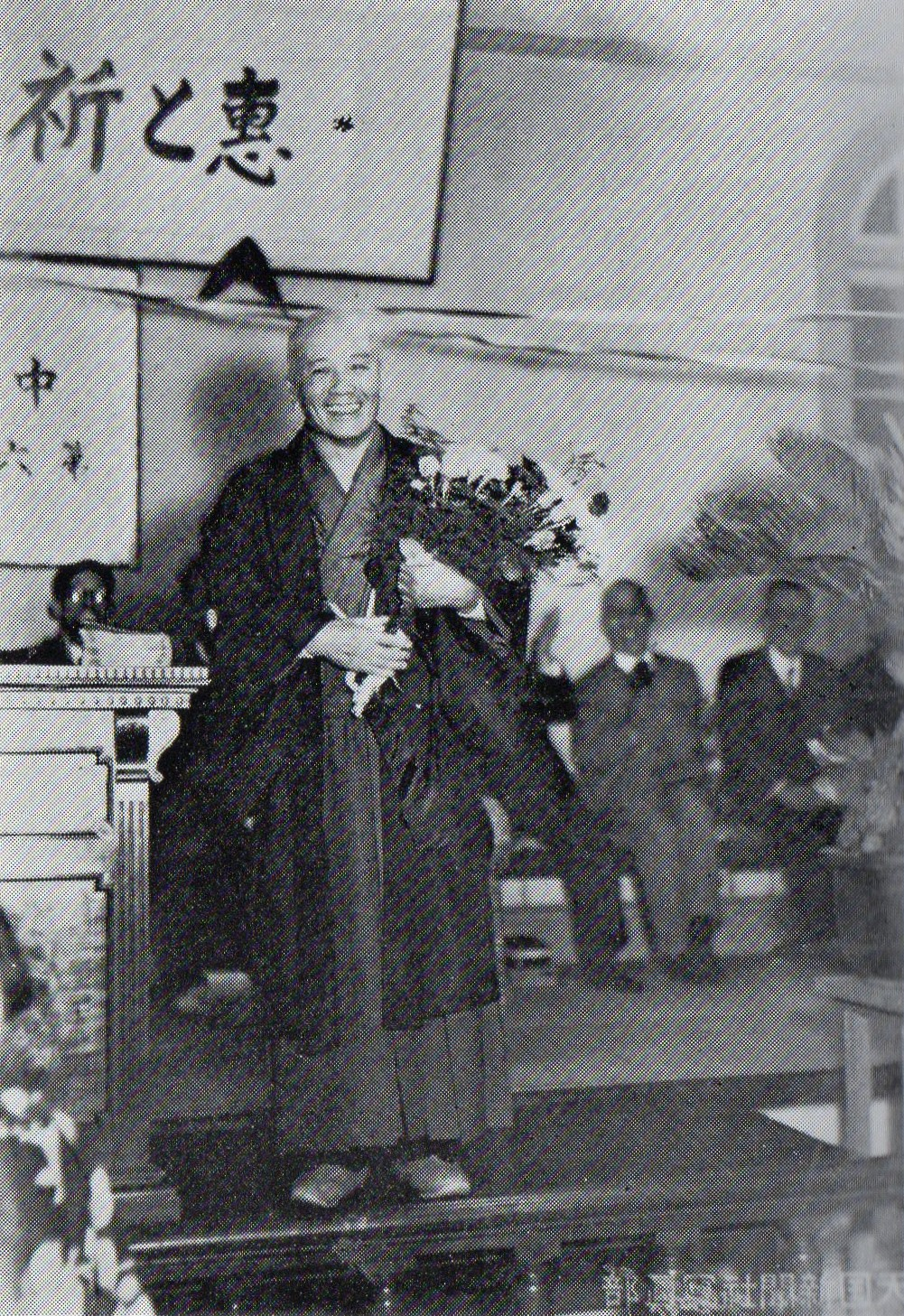
中田監督の誕生祝い

4月の全国きよめ大会と題二会年会が行われた時から、中田は神経痛に悩まされた。6月には中田の健康悪化のために代行委員が設置され、中田あやめ、斎藤源八、斎藤保太郎、田中敬止、森五郎が選ばれた。
10月30日、九段の軍人会館で皇威宣揚全国必勝祈祷会を開催した。その時、『聖書より見た日本民族の使命』と題する日ユ同祖論の講演を開催する。日匹信亮、ライオンはみがき小林喜一社長、青山学院教授比屋根安定らを初め約1800人が入場した。中田は疲労して加藤三郎医師らに付き添われて帰宅した。

#### 八紘一宇
1939年（昭和14年）に入り、きよめの友には「新東亜建設の新春を賀す」との文章が載せられた。元旦から三日間、日本民族に与えられた神の義を力説した。1月26日の機関紙の文章では、宗教団体法は統制上必要とあればやむをえないとして、賛成した。2月9日には、ジャバ島で伝道していたきよめ教会の宮平秀昌が十数年前に、オランダ政府より退去命令を受けた事件を記して、八紘一宇の理想を実行するために、キリスト教が必要であると述べた。
1939年2月11日の紀元節の連合礼拝では、君が代斉唱、宮城遥拝、愛国行進曲等を歌い、紀元節を祝い、中田は日本は皇道の上に立つ特殊の国であると述べた。
4月のきよめ大会では、監督の下に総務を置き、一切の教務を取り扱うようになった。また、地方分権を廃止して、監督の直轄権を強化した。

#### 中田夫妻の闘病
7月末に、あやめ夫人の容態が急変し病床に就くことになり、子宮癌の兆候が現れた。そして、8月に入ると、中田自身も下痢が続き、身体の衰えを自覚した。9月に入りあやめが危篤になり、中田も重態だったので、谷中さかえが側近にあって世話をした。中田は口述筆記により、機関紙の論説を書き続けた。加藤三郎医師が診断したが、中田夫妻が神癒を信じる故に特別な手当てはしなかった。

#### あやめの死去
9月14日午前0時14分、中田あやめが息を引き取った。息を引き取る前に、おいの中田愛成の仲介で中田羽後と和解することができた。9月16日に聖書学院大講堂で、あやめの葬式が行われた。斎藤源八の司式で、葬儀委員長は森五郎だった。

#### 後継者選出

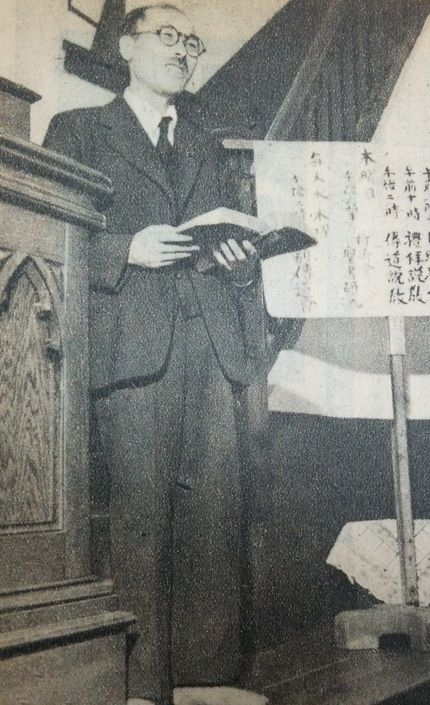
中田の後継者森五郎

9月17日中田の死が間近に迫っているので、中田の自宅に森五郎、大江捨一、谷中廣美、保坂一ら7人が集まり話し合った。
中田の死後に、教団は監督の外に会長を立てることにする。また、会長は名誉制にして、監督に実権を握らせることと、補佐委員を立てることを決めた。また、これらの決議事項を弁護士の朝保浅次郎が法的に有効にしようとした。
話し合いの結果、森五郎が会長になりきよめ寮に住み、聖書学院と柏木教会の責任も森が取ることが、中田の指示によって決められた。中田家のことは、保坂一と谷中廣美夫妻が任された。

#### 中田の死去

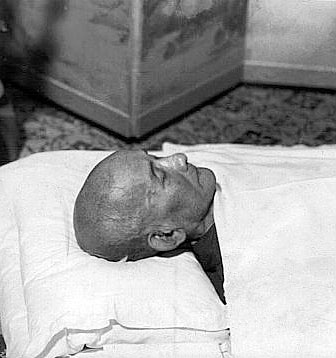
中田重治死去、1939年9月24日

妻あやめが亡くなった10日後の1939年9月24日6時50分、東京市淀橋区柏木の自宅で、腸結核により死去する。9月28日に森五郎の司式により、聖学院大講堂で葬儀が行われた。
遺体は淀橋区落合町(現、新宿区上落合)の落合火葬場で遺骨になり、聖学院内の納骨堂に収められた。
1951年（昭和26年）に中田の遺骨は改葬され多磨霊園(19-1-3)に二人の妻と共に収められている。

## 関連書物

### 著書
- 『聖書より見たる日本』1933年[35]
- 『中田重治全集]』（米田勇編）中田重治全集刊行会、1975年[36]

### 訳書
- 『耶蘇は来る(Christ is coming,1881)』（W.ブラックストン著、中田重治訳）ホーリネス教団出版部、1917年[37]
- 『全き愛』（J.A.ウッド著、中田重治訳）東洋宣教会ホーリネス教会出版、1931年[38]

### 伝記
- 米田勇『中田重治伝』福音宣教会、1959年[39]

### 作詞
- 『罪の闇路に』(聖歌412番)1909年、訳詩、
- 『犯しし罪をば』(聖歌712番)1909年、訳詩、
- 『聖霊の言える如くせよ』（聖歌414番）同じ題が聖会の標語にもなった。中田重治の作詞で中田羽後の作曲。1930年のリバイバルで盛んに歌われた。
- 『御霊よほろぶる世人のため』(聖歌715番)、1930年、
- 『ろばのあぎとぼね』（聖歌719番）サムソンの話がテーマになっている。中田重治の作詞で中田羽後の作曲。1930年のリバイバルで盛んに歌われた。
- 『あさひの光は』(聖歌721番)1930年、四重の福音を歌ったもの。
- 『鷲のごとく』(聖歌729番)1930年、中田重治と中田羽後の共同の作詞

## 関連人物

### 師
- 本多庸一（ほんだよういち、1848年-1912年）

### 弟子
- 米田豊（よねだ ゆたか、1884年-1976年、聖書学院の修養生、五教授の一人）
- 車田秋次（くるまだあきじ、1887年-1987年、聖書学院の修養生、五教授の一人、後の日本ホーリネス教団の創設者）
- 山崎亭治（やまざき ていじ、聖書学院の修養生、レテー・B・カウマン著「荒野の泉」の訳者、山崎鷲夫の父）
- 小原十三司（おばら とさじ、1890年-1972年、聖書学院の修養生、五教授の一人、後のホーリネスの群の指導者）
- 渡辺善太（わたなべ ぜんだ、1885年-1978年）（聖書学者）
- 森五郎(もり ごろう)中田の晩年の側近の中心人物できよめ教会の後継者になり、基督聖協団の創設者の一人になる
- 谷中廣美（たになか ひろみ）分裂後の中田の秘書で、中田の遺言で中田家のことを任される。後に、基督聖協団の指導者になる。
- 成沢文寿（なりさわ ぶんじゅ、1893年-1970年） 札幌教会牧師